# コード・ブルー -ドクターヘリ緊急救命-
『コード・ブルー -ドクターヘリ緊急救命-』（コード・ブルー ドクターヘリきんきゅうきゅうめい）は、フジテレビ系で断続的に放送された医療ドラマシリーズである。ハイビジョン制作。主演は山下智久。
1st seasonは、2008年7月3日から9月11日まで「木曜劇場」枠で放送された。
1st season最終回で描かれた事故から数週間後のフェロードクターの活躍が描かれた新春スペシャル『-明日への別れ-』が、2009年1月10日に「土曜プレミアム」枠で放送された。
2nd seasonは、2010年1月11日から3月22日まで「月9」枠で放送された。他枠で放送されたドラマの続編を「月9」枠で放送するのは今作が初めてである。また、「月9」枠で救急医療を題材とした医療ドラマを放送するのも今作が初めてであった。
3rd seasonは、2017年7月17日から9月18日まで「月9」枠で放送された。
2018年7月27日に劇場版が公開された。これに先立ち、スピンオフドラマ『-もう一つの日常-』が同年7月23日から7月27日まで関東ローカルで5夜連続放送された。また、公開翌日の7月28日には、3rd seasonの総集編に劇場版の前日譚を加えた特別編『-もう一つの戦場-』が「土曜プレミアム」枠で放送された。

## 概要
タイトルの「コード・ブルー（Code Blue）」とは、容態が急変し、緊急での蘇生が必要な患者が発生したという意味の医師、看護師の中で使用される隠語である。2007年に全国配備を目指す特措法が成立するなど近年必要性が叫ばれているドクターヘリ。本作は救命救急センターを舞台に、フライトドクター養成（救急科専門）研修フェローシップの一環としてやってきた若きフライトドクター研修生や指導医達、それにドクターヘリに携わる人々の奮闘と葛藤を描いている。また、大災害や負傷者多数の現場におけるトリアージ活動の厳しい現実を扱った話も多数挿入された。3rd seasonや劇場版では、仕事以外の場面も度々描かれた。

## 物語
翔陽大学附属北部病院救命救急センターにフェローシップ研修でやって来た4人のフライトドクター候補生・藍沢耕作、白石恵、緋山美帆子、藤川一男と、1人のフライトナース・冴島はるかが直面する救命救急センターでの日々、人生と医師・看護師としての職務との間で揺れ動き葛藤しつつ、救急救命や災害医療に奮闘する姿を描く。
3rd seasonでは新たに、フェロー・名取颯馬、灰谷俊平、横峯あかり、ナース・雪村双葉の4人が加わり、5人が後輩に指導しながら翔北救命を支える立場になる。劇場版では5人が集結し、それぞれの道を歩む決意をする。

## 登場人物

### 主要人物
藍沢耕作（あいざわ こうさく）〈29 - 38〉
演 - 山下智久
本作の主人公。救命センターの医師、フライトドクター候補生（2nd seasonまで） → 翔陽大学付属北部病院の脳外科医 → 救命センターの医師、フライトドクター、専門は脳神経外科（3rd season）。
〈経歴〉上越大学附属病院 → 長岡救命センター → 翔陽大学附属北部病院救命救急センター → 翔陽大学附属北部病院脳外科 → 翔陽大学附属北部病院救命救急センター→トロント医科大学病院 脳神経外科
奨学金で国公立の上越大学医学部を卒業後、上越大学附属病院を経て長岡救命センターで2年間勤務したのち、フライトドクターを目指すため翔北救命へやって来る。
両親は自身が幼い頃に離婚し、母親は自殺したが父親は健在であることが判明する。6歳からは父方の祖母である絹江に育てられたため、両親との思い出がほとんどない。藤川曰く「永遠のおばあちゃん子」。
容姿端麗であることから女性の患者から好かれることが多いが、藍沢自身は恋愛やその手の話に疎い。ペン回し（ソニック系）と爪いじり、親指の擦り合わせを頻繁に行う。食事の際は大体白石・緋山・藤川とテーブルが違い、いつもサンドイッチを食べている。聴診器はゴム管が灰色の物を愛用する。
若くして経験を多く積み、自分の腕を磨くことに貪欲な野心家。目標は「人より多くのミッションをこなし、名医になること」。冷静沈着にして、患者に感情移入しないことで先輩医師からの評価も得ており、恩師でもある黒田からは「生まれながらの外科医だ」と評価される。
翔北救命赴任初日に初めて患者を診た時、他のフェローが戸惑う中で冷静に輪状甲状靭帯切開をする。その後、初めてのドクターヘリ出動では工作機械に右腕を巻き込まれた19歳の作業員の右腕切断を決行し、その時の気分を高揚した様子で白石に語る。また、フェローだけで当直した際は黒田を待たずに緊急手術を決行するなど、初期は特にリスクを犯してでも自身の腕を磨くことに専念していた反面、患者やその家族の心情に対してはドライな部分もあり、それが原因で患者の疾患に気づけなかったこともある。しかし、黒田の右腕を切断したことをきっかけにして、今までは単なる処置の1つとしか考えていなかったことを、次第に自らの決断で患者の人生を変えてしまうことへの迷いや心の痛みが生まれてくる。その後のシリーズでは患者に寄り添う場面も少しずつ増えており、3rd seasonでは｢あの頃（翔北救命赴任時）は自分のために医者をしていたが、今は誰かのために医者でありたいと思う｣と白石に語っている。
親の真相が明らかになった時は、退院する絹江に対して母・夏美の墓参りを、これからは重荷を半分背負わせて欲しいとお願いする。
フェロー課程を卒業し、翔陽大学附属北部病院の脳外科へ進む。亡き母・夏美の墓参りで最初にフェロー課程修了を夏美に報告する。
3rd seasonでは、翔北病院の脳外科のエースとなっている。トロント大学の臨床医師として新海と共に推薦候補に挙がったこともあって現時点で救命に戻るつもりはなかったが、人手不足に陥り未熟なフェローたちへの指導もままならない救命の窮状を目の当たりにしたことから、推薦獲得のための症例数稼ぎも兼ねる形で救命に戻ることとなる。指導医としては横峯の面倒を見ることが多い。西条からトロント大学の臨床医師として推薦されるものの、天野奏の手術の責任を抱え込んで辞退を考えたが、白石の言葉も受け、3rd season 明けからトロント医科大学へ行くことを決意する。
普段は無口でぶっきらぼうな性格であってフェローに対する指導も厳しいが、根は彼らのことを育てようと考えており、白石からも｢愛情がないわけではない｣と言われている。褒める際は黒田と同じく、最後に｢よくやった｣と言うことが多い。
白石恵（しらいし めぐみ）〈27 - 37〉
演 - 新垣結衣
救命センターの医師、フライトドクター候補生（2nd seasonまで） → 救命センターの医師、フライトドクター、専門は救急医学、スタッフリーダー（3rd season）。
〈経歴〉明邦医科大学病院 → 翔陽大学附属北部病院救命救急センター
温和で生真面目な性格で、医療の知識に富むが、同時に内向的で自己主張が苦手な側面がある。
「ドクターヘリの技術を故郷に持ち帰る」ために明邦医科大学病院より翔北救命にやって来たと1st season第1回で藍沢に語っているが、実際は周りの大きな期待に応えようと半ば流される形で赴任した。
明邦医科大学の教授を父に持ち、暇さえあれば、医学書を読んだりする典型的な優等生。1st seasonではスクラブの両ポケットに大量のメモやマニュアルを入れており、手ぶら状態で走る時は、服の両側ポケットに入っているメモ帳が落ちないように押さえながら走ることが多い。受身姿勢で失敗を恐れる性格。また、冴島の恋人である田沢が彼女に逢いにきた際に、藍沢ら他のフェローがいたにもかかわらずその後のことをきいたり、緋山から緒方との関係について相談を受けた際に周りに聴こえる声量で不倫を否定するなどやや周りの空気を読めない面がある。好きな食べ物はクリームシチューで、食事の際は緋山とよく同じテーブルで話している。
翔北救命に赴任した1日目は、黒田の問いかけに対して持ち前の知識を生かして細かく回答し、黒田に藍沢と共にオペに入るよう指示を受ける。また、フェローで最初にドクターヘリ出動するが、想定外のことが起こる現場で臨機応変に対応できずに終わる。それ以降、フライトドクター候補生として経験を積み、田所が「フェローだけでヘリに乗せてみては」と黒田に提案するほど現場慣れしていくが、八街市内の化学工場で発生したボイラー爆発事故で現場に向かった際、消防の安全確認を受けずにボイラー室に入り、危うく落ちてきた鉄骨で大怪我を負いそうになる。とっさに同行していた黒田に庇われ自身は事なきを得るが、代わりに鉄骨の下敷きとなった黒田は右腕を切断する大怪我を負ってしまう。その切断が原因で黒田の外科医としての人生を奪ったと激しく自分を責め、田所に辞職願を提出するほど思いつめる。しかし、周りのドクターやナースの支えで辞職願を撤回し、引き続きフェロー課程を続ける決心をする。
新春SPでは列車事故の負傷者をトリアージ、治療をしていたがヘリ搬送を予定していた男性の容態が悪化。助かる見込みがないと断定し、男性の家族からの罵声を浴びせられながらも他の助かる見込みがある患者の搬送を優先させた。その後翔北に帰還するも、助けられなかった患者とその家族に対する自責の念に苛まれ、一人病院のエレベーター内で号泣した。
2nd seasonでは黒田からの「誰よりも多くヘリに乗れ」という言葉を励みに必死に仕事に勤しみ、強い意志と的確な判断、そして患者に対して割り切ることのできる冷静さを得て急成長を遂げる。その反面、本来の温かみが失われたのが元で周りの人物に激しい批判を受けてしまう。また、経験値を積もうとするあまりヘリ出動、オペ、当直のスケジュールを無理に詰め込み、その結果判断力が鈍ってしまうこともあったが、緋山に「1人で抱え込まないで」と諭される。
父に対しては、フェロー課程修了後は東都大学循環器外科へ行くように勝手に薦められたり、患者から離れて学会や講演会ばかり出されたりして批判的だったが、父の真意を知り和解する。飛行機不時着事故で両足の骨折をして入院し退院した父に、フェロー課程修了とシニアドクターとして引き続き翔北に勤めることを報告する。
3rd seasonでは、翔北救命センターのフライトドクターのスタッフリーダーとなり、「黒田先生の救命を超える救命を作る」という目標に奮闘するが、黒田を真似ようと仕事をするのは絶対無理と分かり、「強いリーダーシップもない、すぐへこむ、いつも迷ってばかり」の自分なりの救命を作り精一杯やっていくことを決意する。指導医としては灰谷の面倒を見ることが多い。また、初期は人手不足の救命から辞める者がでないようにフェローに対する接し方も人一倍気をつけており、反対にキツめな態度をとる藍沢と指導方針のことで対立することも多かった。
3rd season第1回にて火事で住む場所を失った緋山を居候させている。服や物を部屋一面に散らかし放題にすることに頭を悩ませていたが、緋山がエボラ出血熱の感染疑惑により隔離病室で一夜を過ごすことになって、初めて家に居ないことに寂しさを感じ、今後も同居を容認するような発言をする。
最終回では、自分のことを「できる人間」と見て、できない者の気持ちはわからないと言った灰谷に対し、前述の1st seasonでの事故のことを話し、「灰谷先生はきっと人の役に立つ医者になる」と励ます。
緋山美帆子（ひやま みほこ）〈29 - 38〉
演 - 戸田恵梨香
救命センターの医師、フライトドクター候補生（2nd seasonまで） → 青南周産期母子医療センター産科救急診療科の産婦人科医 → 救命センターの医師、フライトドクター、専門は産婦人科（3rd season）。
〈経歴〉聖秀大学付属病院 → 翔陽大学附属北部病院救命救急センター → 青南周産期母子医療センター産科救急診療科 → 翔陽大学附属北部病院救命救急センター → 青南周産期母子医療センター産科救急診療科、医局長。
私立医大を卒業後、聖秀大学附属病院での2年間のスーパーローテート研修を経て翔北救命へやって来る。
人一倍プライドが高く競争心が強いためときに思い上がった言動をしてしまうが、根は世話焼きで心優しく、誰よりも患者に寄り添う。一方で情に脆いところがあり、患者に感情移入し過ぎる性格が災いして後述の訴訟騒動を引き起こしてしまう。腕を組むしぐさをすることが多い。おにぎりは基本的に梅を食べ、前日から放置している食べかけもたとえ夏場でも気にせず食べる。また服や物を平気で部屋一面散らかし放題にしたままにするなど整理整頓には無頓着。食事の際に白石とよく同じテーブルで話している。
1st seasonでは、以前に先輩の手伝いという形で「救急搬送と胎児心拍」の論文を執筆した実績があると嘘をつき尊敬する三井に誉められ、自信をもって初めてのドクターヘリ出動したものの、不測の事態にパニックを起こしてしまい何も出来なかった事に呆然とする。やがて、黒田、三井らに鍛えられて経験のない手術に挑み、順調に経験を積んでいく。その過程で得た患者との触れ合いが、常にどんな患者とも正面からぶつかり、絆を育んでいくスタンスを確立してゆく。
新春SPでは、列車脱線事故の救護作業中に高所から落下し、胸部の打撲による心破裂、心タンポナーデを起こし瀕死の重傷を負う。事故の混乱の最中で発見が遅れたが黒田によって発見され、一時心停止したものの藍沢や黒田の処置（心嚢穿刺）により心拍を回復し、翔北にて心臓手術を受け一命を取り留める。しかし、発見が遅れたために心停止時間も不明で、昏睡状態が続き脳へのダメージが懸念されたが、奇跡的に意識を回復し勤務にも復帰する。
2nd seasonでは、列車脱線事故で受けた手術痕を隠すため、ユニフォームの下にタートルネックを着ている。また、後遺症の不整脈（心房細動）に苦しみ、症状を一時的に抑えるために冷えたミネラルウォーターを頻繁に所持している。白石とは、克服治療の件でたびたび口論を繰り返すが和解する。白石に後押しされる形で心臓カテーテル治療を受け、手術は無事成功する。手術後からは心身ともに健康な状態に戻れたが、脳死状態の男の子（野上翼）の延命を中止した際、母親に書面での同意（DNRオーダー）を得なかったことが問題となり、実際に訴訟に発展することはなかったものの1か月間の謹慎処分を命じられ、これがトラウマとなり患者と接する事に恐怖心を抱くようになる。その後の飛行機不時着事故の救命作業中に出会った母子との交流と橘の支えがきっかけで、医師としての自分を再び見つめ直すことが出来るようになる。最終的に、入院と謹慎によるブランクが難点となり予定通りにフェロー課程を卒業出来なかったが、引き続きフェロードクターとして勤務を続ける。
3rd seasonでは、翔北を離れ青南周産期母子医療センターの産科救急診療科の産婦人科医になっていたが、師弟関係でもあった三井から翔北に帰ってくるよう頭を下げられ翔北救命に戻ってくる。また、三井の休職理由を本人から聞かされる。指導医としては名取の面倒を見ることが多い。
やがて、患者として運ばれてきた緒方のどこまでも前向きな姿勢に好感を抱き、悩みなどを相談するようになる。緒方がリハビリテーション科に転科した後もリハビリの手助けをしたりと引き続き交流を深める。エボラ出血熱の感染疑惑のため隔離病室に入った時も緒方が面会に訪れ、全ての感染症が陰性だったと検査結果が出た後に初めて食事デートに出掛ける。その後に緒方から障がいを持っている自分と付き合うと医者キャリアを疎かにすると気遣われ別れ話をされるが、自分の気持ちを伝えてそれでも付き合うことを告白する。
出勤初日（3rd第1回）に住んでいたマンションが火事になり、自分の部屋は消防の消火液で着替えもろとも無残な状況となり住む場所を失う。その後白石に交渉し一度は拒否されたものの、彼女の住むマンションに一時的に居候することになる。第9回で青南周産期母子医療センター時代の恩師である桜井から、周産期母子医療センターの医局長として推薦される。
冴島はるか（さえじま はるか）〈27 - 37〉
演 - 比嘉愛未
救命センターの看護師、フライトナース。雪村との会話からオペ看の経験もあることが確認できる。
岳南大学医学部教授を父に持ち、代々医師の家系に育つ。親と同じく医師の兄と姉がおり二人とも非常に優秀だったため、末っ子の彼女は、両親にとってどうでもいい存在と思い込む。医学部を意地で受験するものの、試験に落ちてしまい看護学校に進む。卒業後は翔北病院に入り、最年少で看護師として抜群の技術と並みの医師以上の知識を持ち合わせるようになる。藤川も「そこら辺の医者より優秀だ」と評している。
時折言いたいことははっきりと言う性格で、歯に衣を着せない辛辣な言葉を投げかける。年齢が近いフェロードクターに対しては慇懃に接するものの、本音は自分がなる事の出来なかった医師になりながら自分より経験と実力のない彼らのことを見下していたが、フェローのみの当直時に、救急搬送された患者をシニアドクター不在の中（連絡を受け、駆けつけた黒田が途中から参加）藍沢らフェロー全員が一丸となり命を救ったことを機に少しずつ認めていくようになる。3rd seasonからはプライベートでは4人とタメ口で接するようになった。
医学部受験の際に家庭教師として紹介されたことで交際を始めた恋人・田沢が居たが、彼が難病・ALSを発症したことで、介護したりいずれは看取らねばならないという負担に耐え切れず、更に田沢が包丁で頸部を切り自殺未遂を起こした事もあって会う事を避け続けていたが、しばらくの後によりを戻す。2nd seasonで発作を起こし翔北に入院した田沢の世話をするも、死に近づくに連れて変貌していく田沢の姿に頭を悩ませる。田沢の最期はドクターヘリ要請が入り出動することになったため、看取ることはできず、翔北へ戻るヘリの機内で藍沢から田沢の死亡を無線連絡で知らされる。田沢のお別れ会に彼からプレゼントされたブローチを身につけて参列し、彼への想いを涙ながらに語った。田沢の生きているときに叶えられなかったが、彼が待ち望んでいた花見に行った事で彼の留守電を消去し区切りをつける。
藤川のことを最初は煩わしく思っていたが、恋人である田沢の死後に元気をなくしていたところ、彼の言葉で立ち直り次第に心を開いていく。3rd seasonでは藤川と恋仲で同棲しており、妊娠している。仕事にやりがいを感じていたことから産むことに迷っていた最中、ヘリ出動中に患者の吐瀉物を浴び、シアン化合物中毒になって意識を失うが、藍沢らの処置で一命を取り留め、運び込まれたICUで回復する。その際に、改めて藤川からプロポーズされ、子どもを産む決心をする。藤川を選んだ理由は、辛いときは立ち直るのを待ったりと一緒に歩こうとしてくれるからであり、先導してくれるタイプだった田沢とは異なるその姿勢を好ましく思ったからだと最終回で藤川が入院した時に告白する。
妊娠が病院内に知れ渡った後はヘリを降り雪村のフライトナース指導にあたるが、子宮頚管無力症で倒れ、緋山が頸管縫縮術（マクドナルド手術）で緊急で手術するも流産してしまう。流産後しばらくしてフライトナースに復帰し、以前のような働きぶりで雪村を圧倒する。流産のショックにかつて恋人を失くした経験も重なり、大切な人を失うことへの恐怖から藤川に患者よりも自身の身の安全を優先してほしいという本音を抑え切れなくなるが、最終的には藤川の選択を尊重する。
藤川一男（ふじかわ かずお）〈28 - 38〉
演 - 浅利陽介
救命センターの医師、フライトドクター候補生（2nd seasonまで） → 救命センターの医師、フライトドクター、専門は整形外科（3rd season）。
〈経歴〉信州記念病院 → 翔陽大学附属北部病院救命救急センター
東京にある大学の医学部を卒業後、信州記念病院より翔北救命にやって来る。
幼少の頃は喘息持ちで、現在の職務につけるのも微妙であったほど重かった。母親からは献身的な愛情を注がれている。
お調子者で明るい反面、臆病なのにかなり見栄っ張りな性格 で、フェローの中ではムードメーカー的存在。藍沢や黒田のいないところでは大口を叩くものの、本人が現れた直後に恐縮することが多い他、森本を上司であるにもかかわらず、軽口を叩いたり同志目線で接したりして、梶と共にからかう。食事の際はよく白石と緋山のテーブルに話しに行き、藍沢や冴島も誘おうとする。
当初（1st）のスキルは他のフェローに比べ見劣りするためヘリ出動を認めてもらえず、黒田から他所の病院への異動を薦められるほどであった。南房総道トンネル多重衝突事故で、フェローの中では最後にドクターヘリ出動を果たす。2nd seasonまでにはヘリの出動回数は大幅に増え、藍沢・白石とほぼ同じになった事で「俺は黒田チルドレンの一人」と調子に乗って髭を生やし、黒田と同じタイプのメガネをかけるようになる。常に患者目線であることから橘からは一目置かれており、現場で患者を救えなかったことに対し心の痛みや迷いが生じることがある。フェロー課程修了を黒田に最初に報告し、現場で救える命と救えない命が必ずあることを改めて知りフライトドクターを続ける事を決意する。3rd seasonでは翔北救命センターの整形外科専門の救命医になり、白石と共にフェローたちの未熟さに頭を悩ませながらも人手不足の救命を支えていた。持ち前の明るさでフェローが失敗や悩みで落ち込んでいる時は温かく接している。
以前から何かと気にかけていた冴島が恋人の死を受け入れられずに苦悩する姿を見て、彼女に自分なりの言葉をかけ続け元気付ける。3rd seasonで、冴島と恋仲で同棲していることが判明しておりプロポーズの末に結婚する。
地下鉄崩落事故で親とはぐれた少年を2次崩落から庇い、瓦礫に下半身を挟まれたことで動けなくなってしまう。左足が瓦礫から解放された際にクラッシュシンドロームによる心室頻拍を起こしたため、右足が解放された際の再発を阻止するために右足の血流を遮断されるが、瓦礫撤去が難航し血流を遮断できる限界時間を迎えたため、藍沢により動脈のみを一時的に解放し静脈を遮断したまま足からかえってきた毒素を含む静脈血のみを体外に捨てる瀉血が行われた。足を切断せずに一命を取り留めヘリ搬送され、その後は順調に回復する。地下鉄崩落事故の2次崩落で入院した際には、冴島を心配させないためにも一般整形に進む事を決意し整形外科部長からも歓迎されたが、冴島の「自分の進みたい道を選んでほしい」との言葉でラストシーンでは足を引き摺りながらも救命に復帰する。

### 翔陽大学附属北部病院救命救急センター

#### フライトドクター
フライトドクターは事故状況に応じて、1名から3名でヘリ搭乗する。基本的にはシニアドクター1名とフェロー1名の計2名が搭乗することが多い。フェローを含めて6名から8名体制で動いていることがドクターヘリ運航表で読み取れる。
三井環奈（みつい かんな）
演 - りょう（1st season - 3rd season）
救命センターの医師、フライトドクター、専門は産婦人科と新生児医療。
冷静沈着で合理主義だが、情熱家の一面も持つ。フェロードクターの成長に期待している。
かつて妊婦と胎児の命を救えなかった事で、その際の患者家族への対応の不手際により、遺族から提訴される。その裁判中に倒れた原告・真壁を迅速な処置により命を助ける。
その一方で、相馬弁護士から謝罪しない徹底抗戦で裁判に挑むように言われたが、裁判では真壁に謝罪してしまう。入院中の真壁と対面した時に、真壁の妻が搬送された当時の事を話し、最初は臍帯脱出の環納が困難で真壁の妻の命を優先にしようとしたが、真壁の妻の手の温もりと自分の息子が生まれた日とが重なり、医者であることを忘れ母子感情が芽生え、母子共に救おうとして却って母子共を救えなかった事を改めて謝罪する。当時の状況を伝えたことで、自らの人となりが真壁に伝わり、提訴が取り下げられ和解に至る。
かつては黒田や西条、橘と同じく本院の救命所属だった。また、橘は元夫。
3rd seasonでは、橘と再婚しているが、10歳になる息子・優輔が6年前から移植でしか助かる見込みのない拡張型心筋症を患っており、移植なしで生存出来る時間が残りわずかとなったため、看病に専念し休職を決断する。個人的理由で人手不足の救命を離れる負い目から休職理由を語ろうとしなかったが、息子が病気だということを緋山に知られ全てを話す。その翌日のカンファレンスにて改めて一同の前で謝罪し、事情を理解してくれたことへの感謝の言葉も述べた。第2回以降からはつきっきりで優輔の看病をしているも、優輔と同じく拡張型心筋症を患っている子供が急変した際にはすぐさま応急処置をするなど、休職中でありながらもドクターとしての手腕を発揮する。劇場版には未登場。
黒田脩二（くろだ しゅうじ）
演 - 柳葉敏郎（1st season - 2nd season）
救命センターの医師、フライトドクター、専門は胸腹部外科。
フライト回数800回を超える才能・経験ともに優れた救命センターのエース。かつては翔陽大学病院の本院で勤務しエゴイスティックな性格が災いしての閑職でいたが、ドクターヘリ事業を立ち上げるのに田所から腕を買われ翔北救命にやって来る。ヘリの初搭乗は1998年8月9日。
10年という年月をかけてドクターヘリ事業を軌道に乗せる。前年に引き続き、田所の命令によってフェロードクターの指導を行うことになる。周りには厳しく、とりわけ若い人材を嫌っている。藍沢他フェロー達の赴任初日の際は、「ドクターヘリでは1つのミスも許されない。ミスは即、患者の死だ。」とフライトドクターの厳しさを伝える。藍沢達の成長を見るにつれ、少しずつ彼らを評価するようになる。
1st第8回で八街市内の化学工場で発生したボイラー爆発事故現場で鉄骨が落下した際、白石を庇った為に腕を挟まれ動けなくなり、救出のため藍沢により右腕を切断され、ヘリ搬送される。1st第9回では、森本と藍沢による接合手術を受け縫合は成功したが、外科医としての人生を奪われてしまう。担当は森本。
元妻・北村有里子には、仕事で家族を顧みなくなったことで離婚を言い渡される。息子・健一とは彼が1歳の時に別れており、黒田のことを父親だという事実を知らずにいたが、有里子が父親のことを明かしたと告げ、健一が転院する際は父親と認知され別れる時に手を振られる。新春SPでは、空港へ見送りに向かっているなど、関係は修復されつつある模様。
新春SPでは、田所から救命部長にならないかと話をされるものの「挿管も出来ないような医者がいちゃいけない」と断り、リハビリに専念すると伝える。
翔北を去ってからは、二度の神経移植手術と国立中央リハビリテーションセンターで1日2時間のリハビリを続ける。2nd第10回では、田所の見舞いに来て現在は産業医をしていると話している。この時に橘と対面している。
トンネル多重事故や鉄道脱線転覆事故、飛行機不時着事故ではフェローたちに指示を出すなど手助けをする。
3rd season、劇場版には未登場。
橘啓輔（たちばな けいすけ）
演 - 椎名桔平（2nd season - 3rd season）
救命センターの医師、フライトドクター（2nd season） → 救命センター部長、救命センターの医師、フライトドクター。
翔陽大本院より翔北救命にやって来る。田所に「黒田先生のかわりはあなたしかいない」と言われ、フェロー達のフライトドクター認定を一任される。
普段は陽気で如才のないたち振る舞いでつかみどころがない。よく看護師と飲みに行っている模様。
元々は緋山や三井と同じく患者に感情移入してしまう性格で、過去に24週で取り出された未熟児に対し、救命不可能にもかかわらず経験を積むために挿管の処置をするよう当時指導医だった西条に指導され、そのことに深く悩んだ経験がある。それ以降西条により、医師を職務と割り切る事を身につけるが、後に24週の妊婦が搬送された時に過去の出来事を思い出すなど、本質的には情に厚い。三井とは夫婦関係にあったが、2nd season時点では既に離婚している。離婚については三井に対して「患者遺族とのトラブルを抱えた妻を支えることに耐え切れなかった」と心境を打ち明けている。後に上記の未熟児挿管の件の際は自身を支えてくれた三井に対して、同じように悩んでいた三井を支えず離婚届を出したことは間違っていたと考えを改め、2nd最終回では関係を戻しつつある。
緋山がDNRオーダーを取らなかった事の説明会で、防戦一方だった緋山に対して、「（サイン）させなかったのは、させなかった理由があるからなんじゃないか？それを今ここで話すべきだ。」と、緋山が本音を打ち明けるきっかけを作る。
3rd seasonでは、翔北救命センターの部長となり三井と再婚し、拡張型心筋症にかかっている息子・優輔を翔北に転院させる。その後臓器移植の優先順位で優輔が1位となった際には、返事の期限が差し迫る中で本人に拒否されてしまい思い悩んでしまう。しかし見兼ねた緋山の説得により、本人の意思を無視し強制的に移植手術のために三井とともにヘリで転院搬送する。搬送中の機内にて優輔に自分の気持ちをしっかり伝えた。
森本忠士（もりもと ただし）
演 - 勝村政信（1st season - 2nd season）
救命センターの医師、フライトドクター、専門は整形外科。
フェロードクターにも快活に接する救命センターを和ませる存在。休憩中・スタッフステーションで待機中の際は肩のつぼ押しグッズを多用する。
2002年3月17日の初出動以来フライトドクターとして400回以上のヘリ出動を経験している。その活躍ぶりから学会などに呼ばれることもある。
大規模災害時には現場に行かず、救命センターにて医療スタッフ全体の統括指揮を任されることが多い。また、現場でフェローが処置に困った際もCS室から指示を出して、患者を救う事もある。飄々とした性格で患者を前にしても決して熱くなったりすることはないが、「救命の世界に『もしも』は存在しない」という信念のもと救命医として活躍する。
CS・轟木との関係は、毎回気になる素振りを見せるものの相手にされず、1st最終回でやっと2人きりの食事に誘われるものの、フェローの体調に気を遣って当直を代わったのが裏目に出てしまう。2nd第1回で挙式するまでに進展する ものの、挙式を挙げる前なのに振り向いてくれない事 に悩み、嫉妬から轟木には入院しているニクソンの嘘の病室番号を教えてしまう。しばらくの後、轟木・ニクソンとの三者会談が行われ、轟木から挙式キャンセルを言い渡されてしまう。キャンセル料は轟木と折半する。轟木と一緒に田所の見舞いに行った際は、挙式キャンセルの件は田所に伝わっておらず、終始ぎくしゃくした素振りを見せる。紆余曲折はあったものの、最後は轟木とよりを戻す。
3rd season・劇場版では未登場であり、他の病院に勤務中。
名取颯馬（なとり そうま）
演 - 有岡大貴（Hey! Say! JUMP）（3rd season）
救命センターの医師、フライトドクター候補生。
名取総合病院の院長兼経営者の一人息子。瑛凜大学医学部を卒業。父の命令で仕方なく翔北救命へやって来る。
同期の中では実力も知識もあるが、医療に対する熱意がなく医師としての自覚が欠如している。暇を見つけては、スマホで調べ物をする。聴診器はゴム管が黄色い物を愛用する。
第5回では出動した際、救助した患者・倉田の骨盤骨折を見落として、二次救急の病院へ搬送してしまう。その失敗を軽く考え、「また次の機会にうまくやればいい」などと他のフェロー達に言い放ったことから、白石に「私たちには次があるが、患者さんに次はない」と一喝されてしまう。
第6回で脳死患者に対する緋山の真摯な対応を見たことで、患者の心に寄り添えない自分自身の冷淡さに気まずさを感じるなど、医師としての在り方を考えるようになる。それ以降は緋山に対して、彼女が親しくしている緒方に嫉妬するほど、強い想いをよせるようになる。
第8回では出動先の成田空港で、患者・堀内豪のラインを取ろうとするが針を刺した直後に患者が覚醒し、更にその弾みで誤って針を緋山の指に刺してしまう。その結果、エボラ出血熱の感染が疑われた緋山が隔離される事態となってしまい、後に感染が否定された緋山が無事に復帰した際には安堵と自責の念で涙を流した。
灰谷俊平（はいたに しゅんぺい）
演 - 成田凌（3rd season、劇場版）
救命センターの医師、フライトドクター候補生。
幼い頃にドクターヘリに救助してもらったことがあり、それがきっかけで「人助けができる医者」になることを目指して、翔北救命へやって来る。
真面目で優しいが、スキル的に劣っていることやその事実に対するコンプレックスから自信が欠けており、大事なところでは腰が引けてしまう。一方で、その用心深い性格が患者の隠れた症状の発見に役立つことも多い。
冴島が患者の吐瀉物を浴びて倒れた際には、シアン特有の甘い臭いを感じとり、それが患者の秋本と冴島を救うきっかけになった。
第6回では、横峯とともに現場の冷凍倉庫で救命を行うが、停電が起きてしまう。輸液が少なく暗い状態だったが、白石のサポートと藍沢の励ましを受け、動脈の結紮に成功し出血を止める。
第7回では出動した際にドクターヘリが不時着し負傷したが、自身が不用意な発言でパイロットに焦りを抱かせたせいで事故が起こり、そのために救助が遅れて患者の一人・大島将を死なせてしまったと気に病み不眠症となり、白石のIDを使って大量の睡眠薬を自分に処方する。そんな日々を送る中、駅のホームから転落するという自殺未遂を起こし、印西市消防本部の救急隊によって翔北救命に搬送されるが、命に別状はなくすぐに職場復帰する。
上記の一件の出来事の影響で、ヘリ出動しても現場との無線連絡が出来なくなるPTSDに陥り、白石に当面のヘリ出動から降りる事を伝える。
その後は精神科でのカウンセリングを受けながら勤務を続け、特別編の最後でヘリ出動に復帰している。
横峯あかり（よこみね あかり）
演 - 新木優子（3rd season）
救命センターの医師、フライトドクター候補生。
小学生の時に観た医療ドラマの主人公 に憧れ、翔北救命へやって来る。
積極的で物怖じしない明るくマイペースな性格から、患者やその家族に寄り添い打ち解けるのが早い。前述がきっかけで救命に入ったため少し夢見がちなところがあり、救命現場の厳しい現実に動揺してしまうことが多い。髪をねじりながら話すのが癖。聴診器はゴム管が桃色の物を愛用する。
雪村とは、初めは話しかけるものの自分がすぐ他の事に注意が向いてしまい相手の話を聞いていない事で呆れられることが多かったが、後に打ち解け互いに励まし合うまでになる。
第2回では現場に赴いた際、藍沢から指示され患者の救助プランを立て、ヘリの中で瀕死の患者の処置をする。そのことについて藍沢にダメ出しされた点が多かったが、プランの立て方と前述の処置の方法については評価される。
第6回ではヘリ出動先で麻酔無しで患者の止血をしようと切開するも、患者が激痛のあまり中止を懇願するのに怖気づき、治療を止めてしまう。
第8回では、REBOA（大動脈内バルーン遮断）を提案、躊躇する灰谷を励ましそれを名取が決行し患者を救う。

#### フライトナースと看護師
フライトナースは1名でヘリ搭乗する。2名から5名体制で動いていることがドクターヘリ運航表で読み取れる。
雪村双葉（ゆきむら ふたば）
演 - 馬場ふみか（3rd season、劇場版）
救命センターの新人看護師、フライトナース。
環境のひどい家を早く出て、一人で生きていけるようになりたかった理由で看護師になる。
プライドと向上心が高く、初期はいち早く周りに認められたいと思うあまり、強い物言いをしたり、患者や他のスタッフに対して一定の距離を置いて接したりと無愛想な態度が目立っていた。フライトナースとして腕を磨き経験を積むことに懸命である一方、患者の家族に寄り添うことや看護師の仕事以外の雑務を必要のないことだと思い毛嫌いしていたが、患者や医師を精神的にサポートするのも看護師の役目であるという冴島からの助言を受け、自ら率先して挨拶をするようになり会話の輪の中にも入るようになる。自らに親しげに話しかけてきていた横峯とは、当初はほとんど相手にしないなどの態度を取っていたが、行動を共にすることも多くなるまでに親しくなり、時折毒を吐きつつも互いに励ましあう仲になる。
一時内勤になった冴島に代わりドクターヘリに乗るようになるが、冷凍倉庫の事故現場で藍沢の介助についた際、フライトナースに復帰した冴島との実力差 を思い知らされ、一層の精進を心に誓う。
大原澄子（おおはら すみこ）
演 - 池田貴美子（1st season・新春SP）
救命センターの看護師長。滝川の姪が滝川の見舞いに来ていることを緋山に耳打ちした。
村田香織（むらた かおり）
演 - 金田美香（1st season・新春SP）
救命センターの看護師。
川名陽介（かわな ようすけ）
演 - 川名陽介（1st season-2nd season）
救命センターの看護師、フライトナース。
平野麻美（ひらの あさみ）
演 - 平野麻美（1st season-2nd season）
救命センターの看護師（1st season・新春SP）、救命センターの看護師、フライトナース（2nd season）。
工藤時生（くどう ときお）
演 - 堤匡孝（1st season）
救命センターのフライトナース。
辻陽子（つじ ようこ）
演 - 垣内彩未（2nd season）
救命センターの看護師。
園田大介（そのだ だいすけ）
演 - HILUMA（2nd season）
救命センターの看護師。
相田蒼羽（あいだ あおば）
演 - 相田雄一郎（2nd・3rd season）
救命センターの看護師（2nd season）、救命センターの看護師、フライトナース（3rd season）。
広田扶美（ひろた ふみ）
演 - 下垣真香（3rd season）
救命センターの看護師。3rd season 第3回にてドクターヘリの空気が汚染されていることを緋山と藤川に伝える。第8回では職場復帰した灰谷が治療に使用する薬品について何度も確認するため文句を言う場面もある。
看護師
演（1st season - 新春スペシャル） - 赤澤輝美、浅野文代、石川泰子、小河慶子、加古臨王、加茂杏子、桔川友嘉、倉田麻由子、鯉沼トキ、七味まゆ味、鷹野優二、高見綾子、辻村麻衣子、土屋史子、中島愛子、東恩納笑子、松井正樹、松木研也、松本江世、三原伊織奈、宮本行、森山静香、安岡直、安田裕、渡辺加奈子ほか
演（2nd season） - 小河慶子、すぎもとみさき、津野眞由美、中島翔、夏秋佳代子、西村紗也禾、東恩納笑子、藤代善之、松井正樹、米澤詩織、梨沙帆、渡辺京ほか
演（3rd season / 劇場版 / 特別編「もう一つの日常」） - 青野楓、安藤彩華、石田美媛、市川大貴、市原茉莉、今澤明日香、大根田歩、小俣里奈、加賀美茂樹、加納七海、栗原遊子、黒木類、小曽根章央、佐倉星、佐々木さくら、佐藤栞菜、佐藤侑梨、鈴木悠貴、髙谷心也、田尻宰、津野眞由美、永坂有理、夏秋成美、七海映子、錦戸梨絵、星いづみ、松岡真衣、松長ゆり子、光平崇弘、美波利奈、吉岡圭介、渡辺優美
救命センターの看護師。

#### 管理職
田所良昭（たどころ よしあき）
演 - 児玉清〈特別出演〉（1st season - 2nd season）
救命センター初代部長、救命センターの医師。専門は内科だが外科的オペも一通りこなす。
若い時に勤めていた大学病院の人間関係に嫌気がさし病院を逃れ、鹿児島沖の小さな離島で20年間1人で医療に従事していた時期がある。
その後本院の救命に来て、後にドクターヘリ事業を立ち上げる。ドクターヘリを導入した当初は、みすぼらしいヘリポートに小さなヘリが止まっているだけの救命センターだったが、黒田を呼び寄せ10年という年月をかけ、翔北を県内有数の救命センターへと育て上げる。ちなみに自身は黒田が大の若者嫌いだと言う事もよく知っているが、黒田はとても厳しい性格であってどんなフェロードクターでも一人前のドクターに育て上げる事が出来るため、それを利用してそんな黒田をフェロードクターの指導医に選んだ。
大規模災害などで負傷者が多く搬送される場合には、他の医師と共に初療室で治療をする。部長の立場でフェロードクター達を見守り応援し続ける。フライトドクター育成は、シニアドクターの下で現場で経験を積ませ、技術を身につけさせる方針。
黒田を救命センターに呼び寄せた事で、彼が右腕を切断し外科医としての人生を奪ってしまった事、彼の家庭を壊してしまった事に責任を感じている。
2nd第8回で部長室に仰向け状態で意識不明となる。CT検査の結果、動脈瘤の血栓が飛んで脳幹を圧迫して引き起こしたものと診断される。西条による血栓摘出および血管形成術が行われ、動脈瘤が血管壁に癒着して椎骨動脈を遮断出来ないため止血するのに困難を極めたが、万が一に備えて呼んだ心臓外科医・町田による循環停止法で体温を下げて血液の循環そのものを停止した状態にされてから、西条による手術が再開される。体温を下げた状態が予定以上に長くかかったものの、後遺症もなく一命を取り留める。
3rd seasonでは未登場。

### 救命センター以外の医療関係者
西条章（さいじょう あきら）
演 - 杉本哲太
翔北病院の最年少脳外科部長。黒田とは学生時代から切磋琢磨してきた仲で、長年のライバル。
「医学は本質的に不確実、同じ手順、同じ環境で同じ医師が手術を行っても助かる患者と助からない患者がいる。全力は尽くすが、結果は医者の手を離れたところに存在する。」というのが信条。
どんな難しい手術でも、親族や親しい関係者の手術でも、感情を表に出さず「いつも通り」と平常心を持って常に挑み、「医者は神じゃない」と救命の限界と現実をわきまえた冷静な一面を持つ。
かつては本院で救命医として勤務する。その時に研修医だった橘の指導医を務める。
やがて、脳の神秘に魅せられ、さらには自分のスキルへの自信も手伝い、より難しい手術を求め脳外科へ転科する。脳に損傷のある患者は救命では手が出せないということもあり、救命からのコンサル依頼を受ける。たびたび呼び出される救命には「人使いが荒い」「尻拭いはこのへんでいいか？」と愚痴をこぼすことが多い。
一方で、白石に「怖い上司に潰されないようにね」と黒田に向けた揶いの意も含みつつ激励したり、黒田の元妻・北村有里子や黒田に対し息子・健一のことを気遣ったり、橘と三井のお互いに似た弱い一面を気遣ったりする。
3rd seasonでは藍沢・新海の直接の上司として登場する。救命からのコンサルには、自身は携わっておらず後進の新海に一任している模様。
春日部（かすかべ）
演 - 田窪一世（1st・2nd season）
1st第5回から登場。翔北病院の事務長。病院内のもめ事は当事者に対して必ず口やかましく言い、もめ事が解決すると必要以上に喜ぶ。
相馬（そうま）
演 - 隈部洋平（1st・2nd season、3rd第7回）
1st第6回から登場。翔北病院の顧問弁護士。
1st第6回では、三井の訴訟に対して彼女に徹底抗戦するよう促す。
1st第9回では、安全管理委員会では、フェロードクターの無能さを指摘し、フェロー制度およびフライトドクター制度の存続に対して批判的な立場をとる。
2nd第7回では、緋山がDNRオーダーを取らなかった事に対する証拠保全申立事件を謝罪しない徹底抗戦で進める方針。家族の一言が簡単に息の根を止める事で緋山のキャリアを終えるのは不本意と述べる。
3rd第7回では、調査委員会においてドクターヘリ着陸失敗のせいで、患者1人が死亡したかの報道をした事に対する因果関係の有無を救命スタッフ・ヘリ運航スタッフに問い詰める。
岡崎（おかざき）
演 - 三谷悦代（2nd第7回、3rd第7回）
2nd seasonで翔北病院の副院長として登場。緋山に無期限の医療行為禁止を言い渡す。
3rd seasonで翔北病院の理事長として登場。救命に2週間ドクターヘリ出動停止、ヘリ運航スタッフの早川・鳥居に当面のドクターヘリ搭乗禁止を言い渡す。
新海広紀（しんかい ひろき）
演 - 安藤政信（3rd season、劇場版）
翔北病院の脳外科医。藍沢をライバル視している。
腕が確かなだけでなく、人心掌握術にもたけている脳外科のエース。トロント大へのレジデント候補という一つしかない席を藍沢と争っている。
藍沢が救命に移ってからは、救命からのコンサルを受け持つ。
第7回にて、第4回終盤で急変して藍沢が執刀するはずだった天野奏の脳腫瘍摘出手術中に、ICU患者の容体急変で藍沢が途中離脱せざるを得なくなり、腫瘍からの出血多量で命の危険があったためやむなく執刀する。
第8回にて、奏の執刀に踏み切った際、自分が腫瘍を切れば藍沢を出し抜けるという思いがあったと藍沢に告白する。手術は十分に成功しており予定通り藍沢が執刀しても結果に大きな違いはなかったとはいえ、手術に競争意識を持ち込んだ上に奏の後遺症も防げなかったことで、藍沢共々罪悪感を抱えることとなる。
最終回では救命からの要請で千葉新都市地下鉄の崩落事故現場に出動し、重症頭部外傷の患者の治療を担当する。
井上宣顕（いのうえ のぶあき）
演 - 滝藤賢一（3rd第4回・第6回・第9回）
翔北病院の循環器内科医で橘の親友である。橘たちの苦悩を目の当たりにし、献身的に橘親子のため力を尽くしている。
二宮栞（にのみや しおり）
演 - 泉里香（特別編SP）
灰谷のPTSD克服のためのカウンセラー。翔北病院の精神科医師として働く。

### ドクターヘリ運航スタッフ
パイロット・整備士は各1名でヘリ搭乗し、CSは1名で指示する。パイロット・整備士は各2名、CSは1名または2名体制で動いていることがドクターヘリ運航表で読み取れる。
梶寿志（かじ ひさし）
演 - 寺島進（1st season - 3rd season第1回）
航空会社に所属している飛行時間3,000時間超のドクターヘリのベテランパイロット。
遊覧ヘリや報道ヘリを担当していたが、藍沢たちフェローシップが入る一年前からドクターヘリを担当するようになる。
いつも陰ながらフェロードクター達を応援し、フェロードクター達が悩んでいる時はさりげない言葉で励ます。藤川と一緒に森本をからかうことが多い。
17歳年下の妻がおり、いつもかわいらしい愛妻弁当を持参している。2nd第8回では、かつて今の妻と親友が結婚した際に、それを祝福しつつも半分以上嫉妬したせいで親友が死んだと思い込み、懺悔の気持ちも込めて毎日欠かさず電話して、2年7カ月23日をかけて妻との結婚に至った事を、ドクターヘリに医療用具を詰め終わった冴島を眺めている藤川に語る。
ヘリの離陸前に安全のお守りを握り締める習慣がある。2nd第10回で、田所の手術成功祈願を込めたお守り数個を田所に渡すように冴島に頼む。
3rd seasonでは同じくドクターヘリパイロットの早川が主に出演のため、第1回のみ出演。劇場版では未登場。
安西康行（あんざい やすゆき）
演 - 樋渡真司（1st season - 2nd season）
航空会社に所属しているドクターヘリの整備士。
轟木聖子（とどろき せいこ）
演 - 遊井亮子（1st season - 2nd season）
コミュニケーションスペシャリスト。翔北病院の運航管理CS室で、ドクターヘリや消防・救急にランデブーポイントの指示や患者・現場情報の伝達、患者の受け入れ先病院の打診を行う。梶や安西と同じく航空会社に所属している。
1st第8回でアメリカ人の彼氏 がいる事を明らかにするが、1st最終回で彼氏・ニクソンが妻子持ちであることが分かり別れる。別れる告白をした時に森本を食事に誘うが、当直のため代わりに整備士の安西を誘おうとする。2nd第1回で森本と挙式をする予定で話を進めていたが、2nd第3回で元彼・ニクソンが入院していると知り動揺する。2nd第4回でニクソンにお姫様だっこされている写真を見つめ、森本・ニクソンとの三者会談を提案する。2nd第6回で森本・ニクソンとの三者会談が実現し、森本との挙式をキャンセルする。2nd最終回で森本とよりを戻す。3rd以降未登場。
町田響子（まちだ きょうこ）
演 - 伊藤ゆみ（3rd season、劇場版）
コミュニケーションスペシャリスト。翔北病院の運航管理CS室で、ドクターヘリや消防・救急にランデブーポイントの指示や患者・現場情報の伝達、患者の受け入れ先病院の打診を行う。飛行機オタクで、出動要請のない時はCS室で飛行機のプラモデルを作っている。エリザベスと名付けるヘビをペットとして飼っている。
早川正豊（はやかわ まさとよ）
演 - 伊藤祐輝（3rd season、劇場版）
第2回から登場。航空会社に所属しているドクターヘリのパイロット。要請先の患者情報を聞いて「助けたい」という思いに動揺して運航に支障が出てはいけないという考えを持っており、運航時は患者情報などの無線は一切聞かないようにしている。第7回で出動先の習志野市内の市営グラウンドで着陸しようとした際にダウンウォッシュで砂埃が舞い、視界不良に陥り方向感覚と高度感覚を失ってしまい、着陸に失敗。機体のメインローターを木に接触させてしまい、ドクターヘリが運航できなくなってしまう。調査委員会を通じて当面の間ドクターヘリ事業から外されることとなったが、最終回終盤で復帰する。
鳥居誠（とりい まこと）
演 - 岩井拳士朗（3rd season、劇場版）
航空会社に所属しているドクターヘリの整備士。赤いフレームの眼鏡をかけている。
第7回でのドクターヘリ着陸失敗による責任として、調査委員会を通じて当面の間ドクターヘリ事業から外されることとなったが、最終回終盤で復帰する。

### 患者（準レギュラー）
藍沢絹江（あいざわ きぬえ）〈82〉
演 - 島かおり（1st season - 2nd season）
1st第5回から登場。藍沢耕作の父方の祖母。夫とは若い頃に死別し、その後は両親のいない耕作を一人で育ててきた。
1st seasonでは、買い物をしている時に転倒して大腿部骨折で翔北に救急搬送される。見舞いに訪れた耕作の事を思い出せなくなっていた事から、転倒のショックが原因で認知症の症状が出ていると診断される。その後は小銭を誤飲したり、取り上げられた財布を必死に捜しまわったりしてせん妄がひどくなり、一時はベッドにベルトで押さえつけられる。財布を持って耕作と一緒に売店に行った時は、品物を買い漁る。初めは白石に担当されるが、黒田により身内に世話になるのが認知症改善には効果的との理由で、耕作に担当変更される。
新春SP版では、リハビリや精神的ケアが功を奏して本格的な認知症に至ることなく症状が改善し、耕作の事を思い出す。退院後は特別養護老人ホーム「青雲の里」に入居する。
2nd seasonでは、肺炎を起こし翔北に救急搬送される。入院中の「殺した。お前が夏美を殺した。」といううわごとは、耕作が親の真相を知ろうとするきっかけとなる。第8回で退院する。最終回で耕作と一緒に夏美の墓参りに行く。
3rd seasonへは出演がなく、劇場版の中で白石の口から物語の2年前に亡くなっていることが明かされている。
田沢悟史（たざわ さとし）
演 - 平山浩行（1st・2nd season）
1st第7回から登場。元々は心臓外科医で冴島の恋人。冴島の兄の勧めで学生だった冴島の家庭教師になる。同期の心臓外科医の中で最初に執刀した事に誇りを持つ。筋萎縮性側索硬化症 (ALS)を患っており余命は数年。かつて包丁で頸部を切り自殺未遂を起こす。これらの事から恋人である冴島に避けられるが、1st最終回でよりを戻す。
その後も病状は悪化の一途を辿り、死期が近いことを感じて、2nd第1回で自らの意思で延命拒否の同意書（DNRオーダー）にサインをする。2nd第2回で急変し翔北に入院、冴島らのもとで最期まで過ごす事になる。そして2nd第5回をもって2010年2月5日午前10時12分、ヘリ出動中だった冴島を除く両親や友人らに看取られ他界した。その後、遺体は病理解剖され、前日まで酸素濃度確認をして自分の病と向き合い病理解剖の数値を示した事によって、白石から彼の両親に「田沢さんは最後まで医者でした」と告げられた。担当は藍沢だけだったが、後に白石も加わる。
大山恒夫（おおやま つねお）
演 - 古本新乃輔（1st season - 劇場版）
1st第7回から登場。ニューハーフ。バンコクで性転換手術を受け絶食しなければならないのに機内食を食べ腸閉塞を起こし救急搬送される。自らを“メリージェーン洋子” と名乗り、病室のベッドの名前も自分で消して変える。その後彼氏に電話一本でふられた事によりケーキをホールごとヤケ食いして再び腸閉塞を起こし、田所と三井による緊急手術を受ける。担当は白石。
2nd seasonでは、スナック「すれちがい」をトムと一緒に経営しており、担当だった白石は時折顔を出している模様。白石に連れられた緋山、その後藍沢や藤川も来店し、すっかり彼らの馴染みの店となった。
3rd seasonでは、店がバー「めぐり愛」に変わっている。藍沢のことを「耕作」呼びしいたく気に入っている一方で、白石と緋山には相変わらずブスと罵る。
橘優輔（たちばな ゆうすけ）
演 - 佐藤瑠生亮（2nd season）、歸山竜成（3rd season）
橘と三井の息子。2005年9月14日生まれ。
2nd seasonは写真のみ出演。
3rd seasonの物語開始の6年前に拡張型心筋症が判明して、3年ほど前から補助人工心臓を装着している。3rd第1回で翔北に転院する。同病院で入院している17歳の男子高校生が脳死状態となり、移植可能な心臓が来るかもしれない可能性があったが、井上が橘に臓器移植順位は2位と伝えられ、その時点での臓器移植はなくなる。
しばらくして臓器移植順位が1位となったものの、橘が自分の病気が悪化して以降心の奥で他の子供が死ぬのを待つようになったことを感じ取っており、尊敬する父の心を自分の存在が歪めてしまっていると感じて生きる気力を失い、移植を拒否する。しかし、緋山の説得を受けた橘に無理やりドクターヘリに乗せられて城南循環器医療センターで心臓移植を受け、自力で立って歩けるまでに回復する。移植に向かうヘリの中で、自分に生きてほしいと強く願う橘の言葉を聞かされたことで、最終的には無理やりにでも心臓移植を受けさせてくれたことに感謝を示し、将来は父親の様な立派な医者になると告げる。
天野奏（あまの かなで）〈14〉
演 - 田鍋梨々花（3rd season）
第2回から登場。将来を期待されるピアニストの少女。検査結果で3.5cmもある小脳血管芽腫と診断され、すぐに手術をしないと命に関わることから両親はそれを望んでいるが、手指を動かす神経に腫瘍が入り組んでいるため後遺症が残る可能性が高いことからピアノが弾けなくなることを恐れ、本人は手術を拒んでいる。しばらくの後、痙攣を起こして脳外科に搬送され入院することになる。
入院中に頭痛や嘔吐がひどくなり早急の手術が避けられなくなった時、藍沢から必ずピアノが弾き続けられるようにすると約束されたことで彼の執刀を条件に手術を承諾し、翌朝に痙攣を起こして緊急手術を受ける。その甲斐あって回復するが、右手に麻痺が残り落胆し続けるようになる。
その後、藍沢から手術中の他の患者の急変によって腫瘍は新海が取ったことを打ち明けられ、最後まで手術する約束を破ったことを謝罪されるが、それ以降藍沢を恨み続けるようになる。しばらくの後、新海から「藍沢は後遺症が残れば恨まれたり訴訟になる可能性も覚悟の上で、手術を承諾させ奏の命を救うために困難な約束をしたのであり、キャリアや向上心のために手術を行った自分とは違う」と、藍沢のことを許すよう頼まれる。その後はリハビリを続けている時に顔を見せた藍沢に対し、ピアニストとして復帰する意欲を語るなど、前向きな姿勢を見せるようになる。
緒方博嗣（おがた ひろつぐ）
演 - 丸山智己（3rd season）
第3回から登場。ミシュラン1つ星を獲得した料理店のシェフであるが、食材のイワナを釣っていた際の転落事故による中心性頸髄損傷で両腕に回復困難な麻痺が生じ、細かい作業が困難となってしまう。復帰に意欲を見せているがシェフの座を弟子（植木祥平）に奪われる。緋山に好意があるような行動を多々しており緋山も好意を寄せているが、既婚である。第5回で離婚を決意し、離婚届の証人欄への署名を緋山に頼む。第7回でリハビリ病棟へ転科する。
離婚してからは緋山とますます親密になり、第8回で彼女がエボラ出血熱の感染疑惑により隔離された際は禁止されているにもかかわらず見舞いに行ったり、その後はデートしたりするようになる。
しかし一度は緋山のキャリアにおいて自身が足枷になることを恐れ距離を置こうと彼女に告げるが、最終回で関係は修復する。

### その他（準レギュラー）
白石博文（しらいし ひろふみ）
演 - 中原丈雄（2nd season）
明邦医科大学の教授で白石恵の父。田所と大学の同期生。高名な心臓内科医だが、ステージIVの肺癌を患っており余命は長くない。
医師として現場に立てなくなるまで後進の育成にあたろうと、学会や講演に全国を飛び回っている。恵に東都大学の循環器外科へ進むように薦める。自身の講演会に来た白石に直後まで批判されたが、誤解されたままだと後悔する事となるため真相を打ち明かす。
第10回で講演先の青森に向かうため搭乗した旅客機が不時着。自らも重傷を負いながら救護所には行かず、レスキュー隊と共に一次トリアージを行い、現場に到着した恵と再会後は共に負傷した乗客の処置にあたる。
乗客の負傷処置が一段落した後、左太腿の負傷の他に実は右足を骨折していたこと が分かり翔北に入院する。妻には散々怒られる。
藍沢誠次（あいざわ せいじ）
演 - リリー・フランキー（2nd season）
藍沢耕作の父で絹江の息子。塾講師で以前は夏美と同じ研究職。受付で「山田一郎」と偽って実母である絹江の見舞いに行く。優秀で常に前を行く夏美への僅かな嫉妬から、妊娠・出産によって夏美にキャリアの遅れが出れば、自分と同じ場所に引きずりおろせるのではという思いを抱く。そのため、自分の存在が精神的に不安定となった夏美の重荷になるのではという考えから離婚して家を出ており、夏美の死後は絹江に頼んで耕作には自分も死んだと伝えさせる。
これらの件が原因で、生存を知った藍沢からは不信感を抱かれ、影で「嘘ばっかりだな」とまで言われる。
元妻である夏美の墓参りは、藍沢と絹江に内緒で毎年夏美の命日の翌日に行く。耕作と鉢合わせした際は、耕作から命日に墓参りするように言われる。
劇場版でもなお、耕作との距離はあまり近くはなっておらず、耕作の緊急連絡先にも名前は登録されていなかった。

### ゲスト
1st season / 新春SP / 2nd season / 3rd season/ 劇場版 / 特別編「もう一つの日常」
※複数回登場人物には演者名横に登場回を追記

#### 1st season（2008年）

##### 第1回「出会い」
栗山美樹（くりやま みき）
演 - 川島海荷
若年性糖尿病と腎不全、右腕に感染症を併発して救急搬送された救命の入院患者。1日4時間・週3回の人工透析をしている。リストカットの経験有。ペットのトリマーになるのが夢。右前腕の感染コントロールが不能となり切断に同意する。手術前に右手で藤川と握手する。森本による切断手術を受ける。担当は森本と藤川。
滝川の俳句仲間
演 - 小野敦子、庄司永建、山梨ハナ
滝川が通う俳句サークル「七草会」の会員。滝川珠代の見舞いをするために翔北病院を訪れ、彼女の回復を祝う俳句を緋山に披露した。
滝川の姪
演 - 松本じゅん
滝川珠代の見舞いをするために翔北病院を訪れた姪。緋山からの電話で滝川のけがを知り、彼女が目覚めた時に側にいることができたため、親戚中に電話を掛けていた緋山に感謝する。
放射線技師
演 - 大波誠（1st第3回）
救命センターの放射線技師。
滝川珠代（たきがわ たまよ）〈73〉
演 - 不明
団地3階のベランダから転落し、頭に釘が刺さって入院している身寄りの少ない女性。

##### 第2回「医師の責務」
小村権蔵（こむら ごんぞう）
演 - 國本鍾建
ビルの看板落下物に直撃し、頭部外傷と肋骨骨折によりヘリ搬送される。初療室で処置されようとする際は、ブラジャーを身に着けている事で強く拒否する。最初はMRI検査に閉所恐怖症のため怖がって受けられなかったが、藤川の度重なる説得と男子トイレでの暴露療法を受け、最終的にノンワイヤーのブラジャーを身につけることで心が落ち着き、閉所恐怖症を忘れて検査を受けられるようになる。担当は藤川。
横田英子（よこた えいこ）
演 - 黒瀬友美
鼻周辺の出血で来た外来患者。白石により鼻骨骨折と診断され入院する。当初恋人・大野正からのドメスティック・バイオレンスと考えられていたが、実は醜形恐怖症のため、彼に頼んで殴らせた行動ということが明らかになる。初めは鼻の形成手術を拒否したが、白石の叱咤により承諾し手術を受ける。担当は白石。
大野正（おおの ただし）
演 - 福井博章
横田英子の恋人。左利き。英子の鼻の右側が骨折していたため、ドメスティック・バイオレンスなのではないかと疑われる。
少年とぶつかった妊婦
演 - 平良千春
スーパーマーケット近辺で自転車に乗った少年とぶつかって子宮壁を強打し、ショック状態になる妊娠39週の妊婦。ドクターヘリが到着するまでその場にいた野次馬の女性に支えられる。最初は緋山に処置されていたが不測の事態で緋山がパニックになり、代わって三井の処置を受ける。後に藍沢も加わり救急車内で出産する。その後、現場近くの成田南総合病院にヘリ搬送される。
野次馬の女性
演 - 松田真知子
スーパーマーケット近辺にいた女性。ドクターヘリが来るまで、負傷した妊婦を支えていた。妊婦が自転車に乗っていた少年とぶつかったことを、ドクターヘリで駆けつけた緋山たちに話す。
西口八重（にしぐち やえ）
演 - 二宮弘子
歯痛で深夜の救急外来に来た外来患者。藍沢の診察で冠動脈疾患による心筋梗塞であった事を見落とされたため翌日院内で心肺停止で倒れる。除細動を使用されて心拍が戻るものの、脳塞栓症で意識不明のため入院し、しばらくして目を開け意識が戻る。担当は黒田だが、主に藍沢が様子を見る。
妊婦とぶつかった少年
演 - 阿久津賀紀
自転車に乗っている時に、スーパーマーケット近辺で妊婦とぶつかる。三井と緋山が現場に到着した時は意識はあったが、突然吐いて倒れる。頭部強打による急性硬膜外血腫で三井による緊急処置を受ける。容態が安定してからは緋山に代わって処置され、現場近くの病院に救急搬送される。

##### 第3回「急変」
北村有里子（きたむら ゆりこ）
演 - 奥貫薫（1st第9回・第10回・最終回、新春SP）
黒田の元妻。ドクターヘリ事業の立ち上げに伴い再び仕事にのめり込んでいき、次第に家族を顧みなくなった黒田に耐えきれず、10年前に離婚している。離婚後はアメリカで暮らしており、一時帰国した際に息子の健一が事故に遭う。最終回で黒田が実父である事を健一に伝える。第3回・新春SPは声のみ出演。
本山由希子（もとやま ゆきこ）
演 - 円城寺あや
階段から転落し、脳震盪と左手骨折で入院する。入院中は亡くなった息子・直也の幻覚を見て話しかけている。手のひらに爪が食い込むほどの激しい頭痛に耐えていたため、MRI検査して前頭葉に脳腫瘍があるのを西条に発見される。最初は亡き息子を月日が経つ毎に忘れる自分が嫌になり手術を拒んでいたが、白石と夫の説得を受けて改める。担当は白石。
若杉貴子（わかすぎ たかこ）
演 - 鳥居かほり
転倒して足の負傷で来た外来患者。職種は弁護士。腹痛もあったためCT検査で確認したところ卵巣嚢腫茎捻転が見つかり入院する。入院中は仕事をするなど手を焼かせる。その後は婦人科に転科する。担当は緋山。
島田洋二（しまだ ようじ）
演 - 春海四方
泥酔状態で転倒して救急搬送される。しかし、実際はビルの非常階段から転落した高エネルギー外傷によるもので容態が急変する。藍沢他フェロー全員の力によって後に黒田が来たが、一命を取り留める。
小倉友基（おぐら ゆうき）
演 - 三浦アキフミ
薬物を使用して前後不覚になり55階のベランダから飛び降りた大学生。奇跡的に肋骨骨折程度で済みヘリ搬送される。終始横柄な態度で騒ぎ立てるが、冴島の一喝で大人しくなる。担当は藍沢。
小野寺（おのでら）
演 - やべけんじ
南のストーカー。自ら胸を刺して救命に搬送され入院する。入院中に南のおならを聞いて、あっさり冷める。
雪村南（ゆきむら みなみ）
演 - 高山紗希
急性虫垂炎で入院している。小野寺から何年もストーカー行為を受けており、彼女をイメージしたフィギュアを数体プレゼントされる。担当は藤川。
本山邦夫（もとやま くにお）
演 - 佐藤旭
由希子の夫。夜中に白石と面会し息子のためにも由希子は手術すべきと言われたが、息子は2年前に事故で亡くなったと白石に伝える。
売店のおばさん
演 - ふくまつみ
小野寺が包丁を買いに来た売店の店員。
男の子
演 - 鏑木海智
集団クラゲ刺傷で翔北病院に搬送された子供たちの一人。
- 原舞歌

##### 第4回「母の愛」
藤川静子（ふじかわ しずこ）
演 - 山本道子（1st最終回）
藤川の母。藤川のことが気がかりでこっそりと様子を見に翔北にやって来る。藍沢に地元のそば饅頭を差し入れとして渡したり、ぜんそくで苦しんだ子供の頃の藤川の事を話す。仕事に悩んでいる藤川に電話をかけ、「うるせえな！俺は仕事で忙しいんだよ！」と虚偽交じりの八つ当たりをされる。投書箱に女子高生に扮して達筆な字で「藤川先生はとてもいい先生だと思います フライトドクターになればいいのになと思います」と書いて入れ、藤川に読まれる。最終回は声のみ出演。
宮本茂（みやもと しげる）
演 - 井田國彦
極度の貧血とめまいで来た外来患者。診察中に突然激しく吐血して倒れるが、原因不明により検査入院する。冴島にごみ箱から空の血液容器を発見されたことから、後にミュンヒハウゼン症候群による自傷行為 であったことが判明する。同部屋で入院し退院したての藤川の言葉 で心が軽くなって病院を出る。担当は白石。
飯田敏夫（いいだ としお）
演 - 金井勇太
三島地区の大野川に飛び込んだ際に、川底で頭を打った大学生。大学の部活はアメリカンフットボール部に所属し、ワイドレシーバーをしている。頭蓋内損傷、左上肢麻痺でヘリ搬送される。翔北に到着後、瞳孔不同で急変し西条により脳ヘルニアが急速に進行と診断され、初療室で穿頭処置後、手術室で緊急手術を受ける。その後、西条により頸髄損傷と診断され、一生首から下が動かない状態となる。その後、脳外科に転科する。担当は緋山。
飯田の母
演 - 唐木ちえみ
飯田の見舞いに来ていた。
飯田の友人
演 - 小柳心、南好洋
飯田の見舞いに来ていた。

##### 第5回「過去」
横山浩輝（よこやま ひろき）
演 - 山崎裕太
工場解体現場ガス管爆発による爆風事故の負傷者。爆風事故の際に鉄筋が腹部に刺さる。意識混濁した時に、黒田の電話指示の下で藍沢に緊急開胸され、アオルタクランプの後に白石・冴島の力も借りて腹部に刺さっている鉄筋から離れる。その後ヘリ搬送され一命を取り留める。入院時に妻・息子・娘と対面を果たす。入院時の担当は藍沢。
真壁清（まかべ きよし）
演 - 阿南健治（1st第7回・第8回）
かつて三井が術中に死なせてしまった妊婦・真壁朋子の夫。三井を告訴した張本人。翔北病院の受付で三井を出すように怒鳴る。第7回で千葉中央裁判所での公判中に突発性食道破裂で倒れ、翔北ドクターヘリで搬送される。この時の三井の迅速な処置のおかげで一命を取り留める。担当は緋山。第8回で三井の提訴を取り下げる。
田沢俊子（たざわ としこ）
演 - 大塚良重（1st第7回、2nd第5回）
田沢の母。田沢と一緒に翔北で行われる「難病患者を支える家族会」に参加する。2nd第5回で田沢を最期まで看取った冴島に感謝し、田沢のお別れ会で冴島にスピーチする事を勧める。1st第5回は声のみ出演。
松原俊夫（まつばら としお）
演 - 田口主将（1st第6回）
松原秀治の息子。妻・春江と共に、秀治の年金目当てで延命手術を希望する。
真壁朋子（まかべ ともこ）
演 - 春木みさよ（1st第7回）
真壁清の妻。三井が母子ともに死なせてしまった妊婦。
山本（やまもと）
演 - 井上浩
真壁の弁護士。
松原春江（まつばら はるえ）
演 - 佐野珠美（1st第6回）
松原俊夫の妻。夫と共に、秀治の年金目当てで延命手術を希望する。
作業員A
演 - 青木一
負傷した作業員。緋山が手術に取りかかったが、出血多量で亡くなった。
作業員B
演 - 浅里昌吾
緋山に「（作業員Aは）助かるんだよな?」と聞く。
研修医
演 - 大竹浩一（1st第7回）
三井と共に朋子の手術を担当していた研修医。
山本祐二（やまもと ゆうじ）
演 - 横塚真之介
負傷した作業員。担当は三井。
横山の妻 / 息子 / 娘
演 - 阿部みな美 / 不明 / 不明
ドクターヘリで搬送された横山浩輝と翔北病院で再会した。
松原秀治（まつばら ひでじ）〈87〉
演 - 不明
脳腫瘍と脳ヘルニアを併発して倒れた老人。後に手術中の全身麻酔に耐え切れずに死亡。担当は白石。

##### 第6回「無償の愛」
小田浩一（おだ こういち）〈53〉
演 - 大高洋夫
結婚に反対したことが原因で娘の有美によって屋根から突き落とされ負傷、ヘリ搬送される。検査を進めていくうちにステージIV（末期）の直腸ガンであることが発覚する。担当は緋山。
上村秀雄（うえむら ひでお）
演 - 北見敏之
微熱と腹痛と吐き気で来た外来患者。息子の久志は黒魔術を使って呪いをかけたから病気になったのだと言う。入院中は土を食べたり看護師を奥さんと見たりして奇妙な行動をする。その後は奇妙な行動が見当識障害であることを察した冴島の機転で、仕事の疲れと歯の治療時の細菌感染が引き起こした髄膜炎であることが発覚する。担当は藤川。
小田有美（おだ ゆみ）
演 - 伊藤麻里也
小田浩一の娘。結婚を反対されたため、浩一を屋根から突き落とす。
上村久志（うえむら ひさし）
演 - 熊谷知博
上村秀雄の息子。秀雄に黒魔術を使って呪い、秀雄が病気になったのはそのためだったと言う。

##### 第8回「避けられぬ決断」
福島重蔵（ふくしま しげぞう）〈80〉
演 - 織本順吉
達夫の父。心電図モニタをいじったりベッドを勝手に抜け出しヘリの操縦席に乗ったり緋山にセクハラ行為をしたりと藍沢達を困らせていたが、発熱したため緊急CT検査を行ったところ、結腸損傷による腹膜炎が発見され、黒田による緊急手術を受ける。担当は緋山。
福島達夫（ふくしま たつお）
演 - 平賀雅臣
夏祭りの山車の下敷きになり、右下肢開放骨折および左大腿部から腹部にかけて山車の木片が突き刺さり、負傷しヘリ搬送される。同じく事故に巻き込まれ負傷した一家全員が救急搬送される。黒田による緊急手術で腹部に突き刺さっている木片が抜かれた後は安定していたものの、突然瞳孔不同で痙攣を起こし、CT検査で脳内血腫が発見され、西条による緊急手術を受ける。担当は藤川。
福島清美（ふくしま きよみ）
演 - 宮地雅子
達夫の妻。達夫が無事だと知った途端に、部屋を変えてほしいと騒ぎ出す。同時期に達夫と重蔵の容態が急変し、二人分の緊急手術同意書のサインを求められて取り乱すが、最後は納得する。担当は白石。
福島結菜（ふくしま ゆうな）〈9〉
演 - 大作空
福島夫妻の娘。ませた性格で藍沢に興味津々となり、入院中は「コーサク」と呼ぶ。捜し物の黒い金魚と違うが普通の金魚を渡した藍沢を、勝手に3番目の彼氏に指名する。担当は藍沢。
作業員
演 - 大関誠

##### 第9回「壊れた絆」
北村健一（きたむら けんいち）
演 - 今井悠貴（1st第10回・最終回）
黒田と有里子の息子。二人の離婚後は有里子に引き取られるが、それ以来一度も黒田と顔を合わせていない。アメリカから一時帰国した際に、成田空港のエスカレーターから転落して腹腔内出血を起こしヘリ搬送される。緊急手術を無事終えたものの転倒時に意識障害があったため、その後MRI検査で確認した結果脳腫瘍が見つかる。西条による腫瘍摘出手術を開始したものの、腫瘍と言語中枢神経との境目が分からず困難を極める。局部麻酔に切り替えて話しながら境目を見極めるアウェイク手術に変更し、黒田の力を借りて無事成功する。
白石（しらいし）
演 - 鈴木ひろみ（2nd第6回）
白石の母。電話で白石を励ます。

##### 第10回「揺れる心」
神田美和子（かんだ みわこ）〈31〉
演 - 海島雪
妊娠36週目の妊婦。自宅で本棚の下敷きになり骨盤骨折し、他の病院を9件も受け入れを断られた後に翔北救命センターに救急搬送される。胎児仮死が進行しており藍沢たちは母体を優先しようと決めたが、子供を諦め切れない彼女の様子を見て、藍沢は母子共に救う方針に変更し三井は同意する。三井による帝王切開の後に、藍沢によるタオルパッキング止血に伴う骨盤骨折手術を受け、母子共に一命を取り留める。
神田昭夫（かんだ あきお）
演 - 佐野賢一
美和子の夫。息子・雄一の為と生まれてくる子供は諦めようと美和子に諭す。
医学療法士
演 - 小山弘訓（1st第10回）
絹江の療法士。
医師
演 - 向野章太郎
救命センターの医師。西条の助手。健一の手術を担当した。
医師
演 - 二宮聡、小暮邦明
救命センターの医師。急変患者の担当医。
神田雄一（かんだ ゆういち）
演 - 中島光熙
神田美和子の息子。

##### 最終回「生と死」
澤野良江（さわの よしえ）
演 - 山下容莉枝
澤野の妻。澤野の車の助手席に乗っていて前述事故に巻き込まれ腹腔内出血を起こし、息子の秀明を置いてヘリ搬送される。搬送中に心タンポナーデを起こし急変するが、黒田の指示の下で緋山による心嚢穿刺 が行われ意識が回復する。担当は緋山。
澤野明夫（さわの あきお）
演 - 遠山俊也
南房総自動車道神明トンネル多重衝突事故でトレーラーの積荷に挟まれ下敷きとなりトンネル内に残されたケガ人。左足を開放骨折する。頸動脈損傷で脳に十分な血流が流れない事によって構音障害を起こしたため、頸動脈を緊急切開しバイパスによって脳の血流を再開させ一命を取り留めヘリ搬送される。左半身麻痺となり、リハビリしても麻痺が残ったままの可能性を残してしまう。担当は白石。
彼に対する処置は、トンネル内のガソリン漏れでレスキュー隊からの避難指示を振り切っての行為だったため、急遽病院内で安全対策委員会が開かれる事になる。
小西（こにし）
演 - 肘井美佳
谷口の恋人。前述事故で右腕を骨折する。白石による処置が終わり外に避難されようとしたが断り、谷口が処置されているのを見続ける。
谷口優（たにぐち すぐる）
演 - 大橋智和
オートバイで恋人の小西を連れて、新潟の花火大会に向かう途中で前述事故に巻き込まれる。トラックの下に潜りこむようにしてオートバイは横倒しになって足が挟まれた状態。割れたバイクのカウルが胸に突き刺さり大量血胸で危険な状態のため、藍沢による開胸処置を施されるが、大動脈狭部断裂により現場で死亡した。レスキュー隊によりオートバイが取りだされたのは、彼が亡くなった後である。
レスキュー隊長
演 - 山上賢治
澤野秀明（さわの ひであき）
演 - 高木涼生
澤野明夫の息子。
- 伊藤竜次、宇井源秀、春日井一平、川口美紀、向後信成、古賀忍、地獄谷三番地、下河辺直美、杉原貴幸、武居百紀、田島茂樹、塚本雪絵、津田タカシゲ、寺門文人、長峯えり子、梨澤慧以子、濱田晴代、東せいじ、肥田俊輔、藤原正和、堀田茂之、骨川道夫、道井良樹、宮成竜二、米田拓也

#### 新春SP（2009年）
緋山公夫（ひやま きみお）
演 - 清水綋治
緋山の父。事故で汚れた緋山の備品を拭いた後、終始緋山の看病をする。
野口響子（のぐち きょうこ）
演 - 西田尚美
後述事故で車体の残骸の下敷きになった隼人の母。藍沢が隼人を穿頭しようとする時に取り乱してしまう。
柏原あや（かしわばら あや）
演 - 今井りか
心臓外科のフェロードクター。容態悪化した今野を検査すべきかどうかで緋山との口論で問題を起こし、上司に厳重注意を受ける。脱線事故の2次災害でヘリ搬送された緋山の心臓外科医による緊急手術の助手を担当する。2nd 第2回では白石・緋山の会話にて名前のみ登場。
細井雄介（ほそい ゆうすけ）
演 - 永岡佑
木更津南消防本部の新人救急救命士。初出動が想像もしなかった大事故現場だったため酷く狼狽していたが、藤川と共に奥田を救出する。
杉田（すぎた）
演 - 中村竜
レスキュー隊員。
河野洋子（こうの ようこ）
演 - 宮下ともみ
河野の娘。助かる見込みのない父の搬送を後回しにした白石を非難する。
河野和美（こうの かずみ）
演 - 日向明子
河野の妻。助かる見込みのない夫の搬送が後回しにされたことを悲しむ。
落合（おちあい）
演 - 梅沢昌代
絹江のケアマネージャー。
奥田智則（おくだ とものり）
演 - 中野史祥
新千葉鉄道脱線転覆事故で被害が集中した2両目の乗客。膝の開放骨折による出血性ショックの重体。黒田の指示の下で藤川が止血処置した後、迅速に翔北に搬送され血行再建手術を受け、長時間の阻血による足の切断を免れる。事故現場で処置されている時は母からの電話に出られなかったが、入院時に藤川の配慮で母へ電話をする。担当は藤川。
心臓外科医
演 - 神崎智孝
緋山の緊急手術を担当した心臓外科医。
河野彰司（こうの しょうじ）
演 - 沼田隆兵
前述事故で容態悪化した男性。痛み刺激で除脳肢位が出てきて、対光反射もなくなり、助かる見込みが少ない事から、白石によってヘリ搬送を後回しにされる。その白石の行動に、妻の和美はひどく悲しみ、娘の洋子は強く非難する。
タクシーの運転手
演 - 田中昌宏
レスキュー隊員
演 - 大河原晃、三田村勝典
野口隼人（のぐち はやと）〈8〉
演 - 藤田悠希
前述事故で車体の残骸の下敷きになって、急性硬膜外血腫を起こした少年。西条の電話指示の下、藍沢によりレスキュー隊員から借りたドリルで穿頭処置をされ一命を取り留める。
キモト
演 - 廣澤恵
負傷者。
今野良平（こんの りょうへい）
演 - 赤城裕人
心臓外科患者。容態悪化を白石から先に気付かれ、緋山に心内膜炎と指摘される。検査の結果、緋山の指摘通りとなり手術され一命を取り留める。家族は指摘した緋山に感謝する。
医学生
演 - 萩美香
アナウンサー
演 - 桜庭亮平

#### 2nd season（2010年）

##### 第1回「聖夜の奇跡」
米田雅子（よねだ まさこ）
演 - 野村真美
前述事故で自転車に乗っていた弘樹の母。出血性ショックと骨盤骨折でヘリ搬送され、橘による緊急手術を受ける。白石の配慮により、一晩だけICUにいる弘樹の隣に移され対面を果たす。
職員
演 - 瀬尾智美
絹江の入居する老人ホーム「青雲の里」の職員。
米田弘樹（よねだ ひろき）〈7〉
演 - 首藤勇星
利根川橋で起きたオートバイに乗った男性との正面衝突事故で母・雅子の運転する自転車の助手席に乗って川に飛ばされた少年。うつ伏せ状態で見つかり既に心肺停止・低体温状態、藍沢の蘇生処置の下で救急搬送される。その後ランデブーポイントへ行き、雅子を搬送しタッチアンドゴーで引き返したドクターヘリに移され搬送される。体温回復を早めるために開胸して温かいバスタブに入れる処置を行い回復したはずが、心肺停止が長すぎて脳内に酸素が回らなかった事で瞳孔が開いたままとなり、蘇生後脳症という植物状態と診断される。橘の許可の下、緋山によって小児治療のトップレベルである兼田医療センターに転院ヘリ搬送される。搬送中に奇跡的に目を開く。
大沢（おおさわ）
演 - 右田亮介
オートバイに乗った男性。自転車に乗った米田雅子と衝突し、翔北病院とは別の病院に搬送された。
小堺孝子（こさかい たかこ）〈43〉
演 - 不明
駅のホームで卒倒し、翔北病院に搬送されてきた女性。すぐに手術が施され、一命をとりとめる。実は数日前に翔北病院で死亡した男性の娘で、毎日見舞いに来ていたために心労が重なり、心筋炎を起こしたと思われる。

##### 第2回「自らの道」
北山弓子（きたやま ゆみこ）
演 - 竹下明子
北山の妻。北山の一目ぼれでプロポーズされ結婚する。手術による切除か放射線治療の同意書の説明に北山と同席する。脳腫瘍の手術により以前の記憶を失った北山から、世話をするうちに再プロポーズを受ける。
北山治（きたやま おさむ）
演 - 渡辺憲吉
夫婦喧嘩で妻・弓子が投げた灰皿が頭部に当たりケガを負いヘリ搬送される。頭部に3針縫う程度の傷だったが、意識が悪かったため一応CT検査とMRI検査したところ、記憶中枢に脳腫瘍が見つかる。手術による切除・放射線治療の2つの中から手術を選ぶ。手術前に白石に対して万が一のことがあった場合、弓子に「生まれ変わっても一緒になりたい」と言うように伝言する。手術後は以前の記憶を失うものの、弓子に再プロポーズする。担当は白石。
小宮山達彦（こみやま たつひこ）
演 - 有福正志
びまん性脳損傷で入院している救命の患者。脳のダメージで一時的に理性が薄れており、突然暴れて止めに入った藤川を殴ったり、看護師にセクハラしたりする。彼がセクハラしたところは妻・静江に見られ落胆させる。藤川が鼻血を拭いた際に脳脊髄液と混在するダブルリングを発見し、CT検査の結果頭蓋底骨折・硬膜外血腫と分かり、西条による緊急手術を受ける。担当は藤川。
大森奈津（おおもり なつ）〈52〉
演 - 佐藤直子
海外でボツリヌストキシンの注射を受けたものの顔のあざとだるさを訴えた外来患者。診察中に意識を失って入院する。初めの右腕のあざは、急変した時には壊死性筋膜炎を起こすまで進行してしまい、森本による緊急手術で右腕を切断したものの死亡した。後に彼女の夫・俊夫から、日本へ帰国する前に魚料理を食べて人食いバクテリアに感染していたことが分かる。担当は緋山。
大森俊夫（おおもり としお）
演 - 小山かつひろ
奈津の夫。奈津が海外から日本へ帰国する前に魚料理を食べていたことを話す。
小宮山静江（こみやま しずえ）
演 - 酒井麻吏
達彦の妻。看護師にセクハラをする夫を見て落胆する。
三島（みしま）
演 - 加門良（2nd第4回）
救命センターの医師。絹江の担当医。トイレに行く途中で捻挫した絹江に鎮痛剤を投与した。また、彼女がうわごとを言っていることを藍沢に話す。
入院患者
演 - 小野敦子
白石と緋山の仲裁に入る。
作業員
演 - 出口哲也、越智俊光
烏場山の工事現場の作業員。井上の同僚。
井上正俊（いのうえ まさとし）
演 - 白倉裕二
烏場山の工事現場における鉄材落下事故で下敷きになり、同僚の作業員に運び出された作業員。話せる程度に安定していたが、突然意識を失う。藤川による処置を行ったが大血管損傷によって現場で死亡した。担当は藤川。

##### 第3回「真実と嘘」
松井透（まつい とおる）
演 - 濱田岳
吉川中央駅の階段で起きた将棋倒し事故でスキー板が骨盤を貫通され、サークル仲間の木沢と串刺し状態になった大学生。下敷きになっている衰弱した木沢・恵理を励まし続ける。彼女と思っていた恵理から木沢と付き合っている事を告げられてショックを受ける。アドレナリンの作用もあって意識ははっきりしているが、大血管の損傷を突き刺さったスキー板が辛うじて塞いでいる上に体勢的に事前の大動脈遮断も困難で、病院搬送のためにスキー板を切断しようとすれば致命的な大量出血を起こす状況であった。藍沢の説明を受けて木沢・恵理の救出を優先することに同意し、スキー板切断の際の大量出血により現場で死亡した。
上条久枝（かみじょう ひさえ）
演 - 丘みつ子
敏明の母。事故にあった敏明が目の前で処置されることに気が動転し、処置する白石を罵倒する。白石が敏明の処置を止めた際にも罵倒する。
森田恵理（もりた えり）
演 - 小林涼子
前述事故でスキー板は貫通されなかったものの左腕神経叢損傷しており、サークル仲間の松井・木沢の下敷きになり身動きがとれない大学生。木沢の彼女。松井の決断によってスキー板を切断されてヘリ搬送され、三井と森本による緊急手術を受ける。
斉藤沙希（さいとう さき）
演 - 中別府葵
前述事故に巻き込まれて一時的に意識を失ったこともあり、ヘリ搬送を嫌がったが緋山に強制的にヘリ搬送される。出血原因をCT検査すると卵巣嚢腫と分かる。初めは摘出手術同意書を破り捨てるが、隣で入院している田沢に「やれる手術があるだけ幸せだよ」の言葉で同意書サインを決意し手術を受ける。担当は緋山。
上条洋三（かみじょう ようぞう）
演 - 田村泰二郎
敏明の父。敏明の処置を止めた白石に対して罵倒する久枝を制して処置終了を承諾する。
神岡（かみおか）
演 - 井上智之（2nd第4回）
救命センターの医師。
リチャード・ニクソン
演 - ケニー・スコット（2nd第4回）
1st最終回で別れた轟木の元彼。前述事故で搬送される。日本語が話せる。轟木に対して妻子持ちだと言っていたが、森本の問診により独身であることが判明し、森本と轟木との仲をよりいっそうこじらす事になる。
親子
演 - 笠木泉（母親）、磯部蒼太（息子）
白石が電車の中で出会った親子。
木沢広之（きざわ ひろゆき）
演 - 日和佑貴
前述事故でスキー板が右足を貫通され、サークル仲間の松井と串刺し状態になった大学生。恵理の彼氏。急性硬膜外血腫および外傷性くも膜下出血により瞳孔不同した急変時は、西条によって現場で穿頭処置される。松井の決断によってスキー板を切断されてヘリ搬送され、西条による緊急手術を受ける。
上条敏明（かみじょう としあき）
演 - 村田啓治
前述事故に巻き込まれる。白石による胸部挫傷の処置を終え搬送されようとしたところ、出血多量のため緊急開胸される。心臓マッサージされたものの、先天的な拡張型心筋症で回復の見込みがないため、白石は処置を止め現場で死亡した。担当は白石。

##### 第4回「過ぎし日」
木島由紀菜（きじま ゆきな）
演 - 木南晴夏
店の看板で頭を打ってヘリ搬送される。頭部CT検査と妊娠24週のため救命に入院する。入院中に破水で意識を失い、三井による帝王切開を受けて超未熟児として赤ちゃんは取り出される。赤ちゃんの一命を取り留めたものの予断は許されない状況。初めは産んだ事に後向きだったが、藍沢の言葉 で態度を改める。担当は藍沢。
奥田剛三（おくだ ごうぞう）
演 - 野添義弘
前日に白石から生ガキを食べた事によるノロウイルス感染症と診断されたが、再度腹痛で来た外来患者。緋山が腹の膨らみを見て腹部大動脈瘤の切迫破裂を疑い、心臓外科の東がCT検査の後、緊急手術を行ない事なきを得る。
冴島豊（さえじま ゆたか）
演 - 江畑浩規
冴島の兄。冴島の高校時代の回想シーンに登場。田沢と同期の医者。田沢に冴島の家庭教師に就くように勧める。
奥田通子（おくだ みちこ）
演 - 小林節子
奥田の妻。奥田の初期診察で誤診した白石に謝罪される。
東（ひがし）
演 - 藤本至
救命センターの心臓外科医。奥田のCT検査を行う。
看護師
演 - 良田麻美
橘の回想に登場した看護師。
フェロー
演 - 堀田勝、大関誠
三井の回想に登場したフェロー。
小林（こばやし）
演 - 八代真吾（夫）、黒澤佐知子（妻）
橘の回想に登場した夫婦。
奥田友則（おかじま とものり）
演 - 巨勢竜也
奥田夫婦の息子。病棟の窓から誤って転落し、右肺の損傷と血胸により心停止となる。白石と緋山によるクラムシェル開胸（両側開胸）後の心臓マッサージにより心室細動 (Vf)が現れ、大動脈遮断と除細動によって心拍が戻る。その後、肺損傷の修復が行なわれ一命を取り留める。

##### 第5回「愛する人」
田沢文雄（たざわ ふみお）
演 - 清水昭博
田沢の父。子供の頃から友達の多かった田沢に誇りを持つ。
上野未来（うえの みらい）〈7〉
演 - 杉山優奈
児童養護施設「清風園」にいる少女。ジョンと名付ける犬のぬいぐるみを片時も離さない。送迎バスの窓から友達にジョンを投げ出され、後にジョンを捜しに施設から抜け出しジョンを抱え転んで動けなくなった中沢町の国道脇で保護される。低体温・頭部胸部大腿部打撲痕で救急搬送される。頭部CT検査で硬膜外血腫が見つかるものの、血腫が小さいため経過観察で入院する。血腫が増大し左半身麻痺の症状が出た頃に、西条による緊急手術をそばにジョンを置いて受ける。手術後は施設の職員に付き添われて脳外科に転科する。担当は藍沢。
岩下（いわした）
演 - 大竹浩一
田沢の友人。田沢のお別れ回では友人代表挨拶を行った。
職員
演 - 中島奏
児童養護施設「清風園」の職員。未来が脳外科に転科するときに藍沢にお礼を言う。
河野（こうの）
演 - 鹿野良太
田沢の友人。
田沢の親族
演 - 栗原みぃか、木内友三
田沢のお別れ回の受付。
田沢の親族
演 - 長谷川ほまれ、ヘイデル龍生
田沢のお別れ回の参列者。

##### 第6回「秘密」
内藤妙子（ないとう たえこ）
演 - キムラ緑子
スナックを錦糸町で開いている。先月に翔北の消化器科に来院し、肝臓がんのステージIVと診断されて以降通院せずにいたが、大量吐血でヘリ搬送され消化器科では手が回せず、救命で入院する事になる。芳雄には胃潰瘍と嘘をつく。担当は藍沢と白石。
内藤芳雄（ないとう よしお）
演 - 太賀
妙子の息子。京都大学の医学部を受験する。妙子の嘘をほとんど見抜いている。将来は妙子のスナックの近くで開業医として、スナックの常連客を無料で診ると妙子に自慢させる事を思っている。
野上直美（のがみ なおみ）
演 - 吉田羊（2nd第7回・第8回・最終回）
翼の母。1日に3度の面会時間全てでアンパンマンのマーチを流しながら、翼が奇跡的に目覚めるのを待つ。緋山との対話を通して、現実を受け入れるようになり、最後の願いとして呼吸器を外された翼を抱きしめた。その後、兄の介入により事態は訴訟騒ぎに発展するが、第9回で緋山への提訴を取り下げる。最終回で、緋山に対してフライトドクター認定されなかった事、説明会で守れなかった事を謝罪する。
野上明彦（のがみ あきひこ）
演 - 松田賢二（2nd第7回・第8回）
直美の兄、翼の伯父。直美が蘇生措置拒否同意書（DNRオーダー）にサインしないまま、翼の呼吸器が外されたことを問題視して裁判沙汰にする。その後、第9回では直美の意思にもとづいて提訴を取り下げる。
野上翼（のがみ つばさ）〈6〉
演 - 榎本陸
バイクに激突される事故によって脳死状態の男児。直美の、最後に抱きしめてやりたいとの要望に緋山が答える形で呼吸器を外され死亡した。担当は緋山。
桐原夏美（きりはら なつみ）
演 - 村上尚子
藍沢の母。現在故人（声で登場）。祖母・絹江から藍沢に彼女は胃ガンで亡くなったとされていたが、2nd seasonで休職がキャリアの遅れに繋がる研究者の立場から出産に迷いを抱いたことへの後悔や、出産時に病気で子宮を摘出せざるを得なかったことなどから精神的に不安定になり（いわゆる産後うつ）、ビルの屋上の壊れた柵から飛び降りて自殺したことが、彼女が元夫・誠次に宛てた手紙により明らかとなる。

##### 第7回「あやまち」
西口（にしぐち）
演 - 尾上寛之
岳来山の登山ガイド。強風を避け、安全な登山ルートに変更したところ、予期せぬ落石事故が起きてしまう。登山客の根本泰造・房枝夫妻を巻き込んでしまった事に強く責任を感じており、現場に駆け付けた藍沢と白石に瀕死の泰造を助けてくれるよう懇願する。処置中も事あるごとに口を挟んでしまい、最後には藍沢に窘められてしまう。
根本房枝（ねもと ふさえ）
演 - 戸村美智子
岳来山の登山中に落石に巻き込まれ、自分を庇った夫・泰造が胸を打ち、開放性胸部損傷による大量出血で瀕死の状態となる。冴島が救急バッグにサテンスキー鉗子 を入れ忘れ、止血困難な状況となるが、森本からの助言でハイラーツイスト によって何とか止血し、ヘリ搬送される。その後、初療室での救命処置により一命を取り留める。
根本泰造（ねもと たいぞう）
演 - 不明
房枝の夫。岳来中の登山中に落石に巻き込まれ、妻を庇い、開放性胸部損傷による大量出血で瀕死の状態となる。藍沢によるハイラーツイストで止血され、一命を取り留めた。

##### 第8回「理由」
大江岬（おおえ みさき）
演 - 泉澤祐希
千葉県立高倉西高校のサッカー部員であり、岸田のチームメイト。岸田と同様の原因で翔北救命に運び込まれる。症状自体は軽症 だったが、白石が耳からの髄液漏とバトル兆候 に気づき、西条による頭部CT検査の結果、転んで頭を打った事による頭蓋底骨折と判る。脳神経症状はなかったが、経過観察のために大事をとって入院する。岸田とは同級生で同じサッカー部のチームメイトだが、彼はバカで我がままでいつも1人で試合している気になっているためそんな彼とはいつも喧嘩ばかりしている。担当は白石。
岸田翼（きしだ つばさ）
演 - 永嶋柊吾
千葉県立高倉西高校のサッカー部員であり、大江のチームメイト。試合後の弁当で出たイワシの蒲焼でヒスタミン中毒によるアナフィラキシーショックを起こし、サッカー部専用のマイクロバスで他の部員たちと共に翔北救命に運び込まれる。見た目で藍沢をFW、藤川を補欠に例えるなど、何事もサッカーと絡めて話す。点を取り目立つFWのポジションを好みDFの大江に対しては小馬鹿にしたような言動も取るが、チームメイトとして信頼もしている（しかし大江とはいつも喧嘩ばかりしていてあまり仲が良くない）。当初は軽症と見られていたが、大江が頭を打ってCT室に運ばれたと聞いて慌てて走ったため、運動誘発性の遅発反応によって痙攣を起こし呼吸停止したが、藍沢や白石による緊急処置で一命を取り留め入院する。担当は藍沢。
時田早苗（ときた さなえ）
演 - 水木薫
通勤中の事故で亡くなった娘の姿を求め、度々病院に現れる。
羽田秀雄（はだ ひでお）
演 - 島津健太郎
野上兄妹の弁護士。説明会で緋山を強く責める。
- 喜安光平、飯島耕大、真鍋卓也

##### 第9回「心の傷」
田所麗子（たどころ れいこ）
演 - 長内美那子（2nd第10回・最終回）
田所の妻。田所に口出しすることが多い明朗な性格。田所が弱気になった時には常に寄り添って励ます。
青山美樹（あおやま みき）
演 - 宮本裕子
バイク転倒で負傷した右足にコンパートメント症候群を発症し入院した外来患者。藍沢と森本による緊急処置で足の切断は免れたものの、会話がおかしくなる事やバイクで転んだ時の記憶がないといった異常が見られたため、頭部CT検査を実施。結果、頭蓋底に腫瘍が発見され、バイク転倒の原因は腫瘍による意識の喪失だったことが判明する。後遺症に関するリスクの説明を受けた上で西条による腫瘍の除去手術を受けるが、右半身に麻痺が残ってしまう。近いうちに一人息子の一樹と同居するはずだったが、清美・一樹が見舞いに来た際に、麻痺を隠して一樹に別れを告げる。担当は藍沢。
田上信夫（たがみ のぶお）
演 - 榎亮太朗
練習中に立ち木に激突し、怪我を負ってヘリ搬送されたプロのスキー選手。過去に大怪我した時に腰に入れてたボルトをお守りとして持っている。MRI 検査で脊柱管狭窄症による中心性頸損と分かり、これ以上競技を続ければ狭窄症の悪化で日常生活にも支障が出ることから引退を勧告される。入院中は必死にリハビリして娘の楓に滑る姿を見せたいため現役生活を諦めきれなかったが、白石から自分も父親に憧れて医師になったが、その父が病で余命わずだという話を聞かされ、「（娘にとって父親は）ヒーローじゃなくていい。元気でいて欲しい。」という言葉で現役引退の決断を下す。不要となったボルトのお守りを白石に渡すも、白石から娘の楓にプレゼントされる。担当は白石。
田上和美（たがみ かずえ）
演 - 関根洋子
田上の妻。大怪我続きだった田上が現役引退する事に安堵する。
山本宏美（やまもと ひろみ）
演 - 三鴨絵里子
信弘の母。家に置いてきた信弘の下の子の熱が下がらず入院に付き添えない為、藤川に代わりを頼み込む。担当は藍沢と藤川。
青山清美（あおやま きよみ）
演 - 高柳葉子
美樹の母。一樹を3歳から預かっている。美樹の見舞いで、彼女の辛い気持ちを察する。
青山一樹（あおやま かずき）〈9〉
演 - 澁谷武尊
美樹の息子。3歳から清美に預けられている。近いうちに美樹と同居するはずだったが、見舞いに来た際に美樹から同居出来ないと聞いたため文句を言う。美樹が麻痺している事を知らないまま病院を出る。
田上楓（たがみ かえで）
演 - 毛利恋子
田上の娘。前述のボルトのお守りを白石からプレゼントされるが、それがどういうものかは分からない。「大きくなったらパパに聞いて」と、父親の誇りは父親から話してもらうよう白石から促される。
山本信弘（やまもと のぶひろ）
演 - 児玉司
喘息発作で外来患者として来た少年。激しく呼吸が困難だったため気管挿管され入院する。幼少時代に喘息持ちだった藤川が、目が覚めたときに知らない場所に一人だと心細いからという理由で、発熱した下の子をひとりにさせられないと付き添えなかった母親の代わりに付き添う。

##### 第10回「岐路」
宮元多恵（みやもと たえ）
演 - 渋谷琴乃
宮元の妻。前述事故で頭部に出血はあるものの軽傷。救護所でやっと再会できた瀕死の夫の治療を涙ながらに訴えるが、緋山から救命の見込みがほとんどないことを告げられた上、会話が不可能になる気管挿管によって残された僅かな可能性に賭けるか、何もしないで話をしながら最期を看取るかの選択を迫られ混乱してしまう。
古川知子（ふるかわ ともこ）
演 - 中村綾（2nd最終回）
翔太の母。前述事故で左腕を負傷する。医療過誤問題によるトラウマに苦しむ緋山からは翔太の開腹処置を成功させる自信がなく無理だと打ち明けられるが、「私も他の医者を呼びたい。ただ、運が悪いとは思わない。だけどここで先生に諦められると可能性0なんだよ。今翔太を救えるのは先生だけなんだ。」と悲愴な面持ちの緋山を叱咤し翔太の治療を懇願する。緋山のトラウマが消えるきっかけとなる。
北村英樹（きたむら ひでき）
演 - 木下政治（2nd最終回）
不時着した飛行機内に息子の勇樹を置いてきたと絶望と悲観にくれる。しかし藍沢と冴島に説得され治療を拒否する勇樹に声をかけ励ます。
宮元真治（みやもと しんじ）
演 - 芦田昌太郎
成田空港北東の山林で起きた飛行機不時着事故で全身の80%にIII度熱傷を負い重体。自分よりも妻の多恵を心配するなど会話はできていたが、気道熱傷もあり、助かる見込みはほとんどなかった。医療過誤問題によるトラウマに苦しむ緋山は積極的な救命処置 ができず、見かねた橘により気管挿管が施されるも間もなく死亡した。
町田（まちだ）
演 - 田上ひろし（2nd最終回）
翔北病院の心臓外科医。田所に対する循環停止法の手術を担当する。
貴志の母
演 - 住吉怜奈
貴志の母。
古川翔太（ふるかわ しょうた）
演 - 清水優哉（2nd最終回）
前述事故で腕と背中にI度の熱傷と胸を負傷している8歳の少年。エコー検査で外傷性の横隔膜ヘルニアと判る。事故の衝撃で破裂した横隔膜の裂け目から胃や腸、脾臓などの臓器が胸腔内にはみ出し、肺が圧迫されて重度の呼吸障害を起こした危険な状態。橘の指示の下、緋山が現場で開腹し、臓器を元の位置まで戻して肺を膨らませると共に横隔膜の裂け目に滅菌タオルを詰める救命処置を行なった後、救急搬送される。担当は緋山。
増田貴志（ますだ たかし）
演 - 後藤色那
母に連れられて、タバコの誤飲で外来患者として来た少年。母が吸いがら代わりに使っていた空き缶に、ジュースが入っていると思い飲んでしまったのが原因。藍沢による胃の洗浄で事なきを得る。
細井雄介（ほそい ゆうすけ）
演 - 永岡佑（最終回）
笹川消防本部の救急隊員。飛行機墜落事故において救護作業中に頸動脈すれすれに飛行機の部品が突き刺さり、固定されてヘリ搬送されるものの病院到着間際に咳による大量出血で死亡した。この時の担当は藤川。
- 工藤俊作（最終話）、杉野なつ美、赤堀二英、加藤マサキ

##### 最終回「卒業〜奇跡の定義」
中越美咲（なかこし みさき）
演 - 山田キヌヲ
前述事故で負傷した妊娠中の乗客。東京で遠距離恋愛している彼氏と父親の公平を引き合わせた帰りに事故機に乗り合わせる。
中越公平（なかこし こうへい）
演 - 不明
美咲の父。前述事故で瓦礫に挟まれ瀕死の重傷を負ってしまうが、白石父娘の救命処置 によって命が救われた。
北村勇樹（きたむら ゆうき）
演 - 一井直樹
北村の息子。成田空港北東の山林で起きた飛行機不時着事故で機体の残骸の中に取り残される。藍沢が駆け付けた時に、自分の事より北村の事を心配する。藍沢により右足の切断が必要と判断されるも治療を拒否したが、北村の励ましの中で藍沢により右足を切断されヘリ搬送される。担当は藍沢。
- 石倉良笙、内田譲、秋山邦裕、池内直樹、宇田川直人、大町雅昭、工藤友理奈、黒澤茂範、五刀剛、小林完至、斉藤太一、鈴木俊哉、田島茂樹、田中清貴、谷真美也、塚本雪絵、筒井奏、中村哲也、中山圭太、錦織聡、橋本孝世、原愛実、半田周平、古川英利子、星川英勝、骨川道夫、松木研也、守屋弾、八敷勝、山城理恵、吉岡大輔、吉田エマ、和田善、塩津一平、横山真史

#### 3rd season（2017年）

##### 第1回「遙かなる願い」
橋爪（はしづめ）
演 - 浜谷康幸
悠斗の父。駅員。仕事が多忙なために意識不明の悠斗に対して「かずさ七夕まつり」に行けなかった事を詫びるが、悠斗が「かずさ七夕まつり」で飾ろうとした短冊に「将来はパパみたいな駅長になる」と書いていた事に感動する。
七夕まつりで重傷の妊婦
演 - 頼経明子
前述事故で最初に重傷者として報告された太っている女性。緋山と名取により左下肢開放骨折を処置されるが、緋山が悠斗の処置をしている時に、腰のあたりから出血して意識を失う。その後に緋山が戻りエコー検査を受けて、体型で見落としていたが妊娠し破水していることが分かり、現場で女児を出産しその後救急搬送される。担当は緋山。
村野（むらの）
演 - 石原あつ美（3rd第2回）
翔北病院の小児科看護師。橘に急ぎで渡すように言われた優輔の検査結果を救命医局にいた緋山に渡す。
橋爪悠斗（はしづめ ゆうと）〈8〉
演 - 川口和空
前述事故で山車と家の壁に立ったままの状態で挟まれる少年。最初に駆け付けた横峯には全く手に負えず、白石が交代して処置にあたる。厳しい体勢の中、緋山と二人がかりで挿管して呼吸管理をしながら救出を待つが、脳ヘルニアで手遅れになる可能性が高い為、白石からの要請で現場に来た藍沢が穿頭により血腫を取り除き、救出後は最優先で翔北にヘリ搬送される。肋骨骨折と肺からの出血もあったが、ICUで意識を回復する。まつりで飾るつもりだった短冊 は病院の談話スペースに飾られる。担当は藍沢と白石。
消防隊長
演 - 日野出清 （3rd第9回・最終回）
「かずさ七夕まつり」で山車が民家に横転した事故に出動している。現場に到着した白石たちに、この事故の患者は15名程度で、そのうち重傷者は3名（太っている女性、浴衣を着た女性、祭り衣装の男性）と報告する。
3rd第9回・最終回での千葉新都市地下鉄の崩落事故にも出動し、白石に医療指揮の依頼をする。蒔田中央駅側トンネルの2次崩落後に、他の消防隊員を引き連れて隣の辻が谷駅へ向かう。事故処理が一段落した後の蒔田中央駅前広場で、取り残されている同僚の藤川の心配をする白石を気遣う。

##### 第2回「導く者」
宮本望海（みやもと のぞみ）〈17〉
演 - 古畑星夏
妊娠15週で右足開放骨折してヘリ搬送された女性。3か月もの間は家出中で、その間に高校を退学してしまう。妊娠と知った瞬間から出産する事を決意している。最後まで定時に帰り出世しない父の勉を軽蔑して怒鳴り合うが、彼から一人で自分を育てた時の苦労を聞かされ落ち着く。担当は緋山と名取。
宮本勉（みやもと つとむ）
演 - 平山祐介
望海の父。望海の妊娠を認めず説明も受けようとしなかったが、緋山の説得により望海との話し合いの場に応じ、一人で子供を育てる苦労を望海に聞かせる。最後は緋山に子育てしようとする望海を支える事を約束する。
千葉もえか（ちば もえか）〈7〉
演 - 川北のん
石ヶ浦マリーナで発生した上架中の船の落下事故に巻き込まれ、母と妹のさやかと共に重傷を負った少女。腹腔内出血による腹痛を訴えており、さやかに続いてランデブーポイントの印旛カントリークラブ駐車場からヘリ搬送される。搬送中、緊張性気胸により重体となったが、白石の指示の下で横峯が胸腔ドレナージによる緊急脱気を行ない一命を取り留める。担当は藍沢と横峯。
千葉さやか（ちば さやか）〈4〉
演 - 川北れん
前述事故に巻き込まれたもえかの妹。母親の診断を終えた横峯の背後で崩れ落ちるように倒れる。頭部外傷による急性の硬膜外あるいは硬膜下の血腫の可能性が高い為、最優先でヘリ搬送される。担当は藍沢と横峯。
千葉（ちば）
演 - 最所美咲
前述事故に巻き込まれたもえかとさやかの母親。現場到着時の横峯によるFAST で異常はなく軽症と思われたが、救急車での搬送中、心破裂による出血が原因の心タンポナーデで閉塞性ショックに陥る。搬送に付き添った藍沢は心嚢穿刺による解除を試みるが血が引けず 、緊急開胸後、心膜を剪刀で切開し血腫を除去した後、損傷部から挿入した尿道カテーテルのバルーンを心臓の中で膨らませてから引っ張り、内側から栓をする形での止血を行ない、ランデブーポイントからヘリ搬送される。

##### 第3回「命より大切なもの」
秋本二郎（あきもと じろう）
演 - 戸田昌宏
世界中が注目する新薬の開発合戦に敗れて、生きる気力を失って服毒自殺を図ったアルツハイマー病の研究者。木更津森林公園で巡回中の警備員に意識不明状態で発見され、その後ヘリ搬送される。搬送中に嘔吐し、吐瀉物を浴びた冴島は意識を失い、白石と灰谷も体調不良を訴える。汚染原因究明の数分後、ヘリ同乗した灰谷は甘い匂いを感じ白石が感じなかったとの証言から、汚染原因が自殺するため飲んだシアンによるものと分かる。その毒物の入ったカプセルが溶けきる前に嘔吐したために一命を取り留める。その後は妻・美也子が同席の上で、精神科医のカウンセリングを受け回復したかに見えたが、彼女の目の前で病棟の渡り廊下から飛び降り自殺を図る。肝臓・腸管損傷が著しく出血が止まらなかったため、ダメージコントロール手術を受ける。24時間経過して止血したため、損傷修復手術を受け再び一命を取り留める。
秋本美也子（あきもと みやこ）
演 - 岩橋道子
秋本二郎の妻。夫のカウンセリングに同席し、カウンセリング後も彼に寄り添う。
天野（あまの）
演 - 荻野友里（3rd第4回・第5回）
奏の母。奏が手術でピアノを弾けなくなるかもしれない事に落胆する。奏が入院中に頭痛や嘔吐を起こした時は、背中をさすって楽にさせようとする。
天野道隆（あまの みちたか）
演 - 吉田悟郎
奏の父。手の麻痺を恐れて手術を渋る奏に対して、早く受けるよう叱る。

##### 第4回「笑顔の効能」
健太郎の母
演 - 今村美乃
前述のカセットコンロが爆発した事故で首にバーベキュー用の鉄串が刺さった息子の姿を見て、終始混乱していた。
健太郎の父
演 - 德秀樹
前述のカセットコンロが爆発した事故で軽度の火傷を負う。
佐倉暁人（さくら あきと）〈11〉
演 - 樋口海斗
橘優輔と同じ拡張型心筋症を患う少年。9歳の時に拡張型心筋症と診断された。心不全症状が重篤であったものの日常生活可能になるまで回復する。しかし抗凝固薬のコントロール不良で翔北病院小児科に入院する。入院して3日後、肺出血、心破裂による心タンポナーデを併発して止血不能で死亡した。この時緊急手術にあたったのは橘をはじめとする救命スタッフ、循環器内科の井上で移植希望登録をしてから635日目のことだった。
北原健太郎（きたはら けんたろう）〈8〉
演 - 西口青翔
印旛川河川敷の花火大会会場付近でカセットコンロが爆発し、バーベキュー用の鉄串が首に刺さった少年。刺さった状態のままドクターヘリで翔北に搬送される。父は軽度の火傷を負い、母は彼の姿に終始混乱する。
鉄串が左頸動脈を傷つけていたが、脳の交通動脈が未発達で動脈を遮断できない為、藍沢と新海による左腕の血管を左脳に一時的につなぐバイパス手術によって血流を確保してから動脈を遮断の上、鉄串の抜き取りと仮性動脈瘤 の切除、血管縫合を行ない一命を取り留める。入院中は冴島の配慮により、ベッドを正面に向け移動され花火を見る。
緒方由希（おがた ゆき）
演 - 岩上陽子（3rd第5回）
緒方の元妻。緒方の働いていた料理店のオーナーでもあり、彼の才能を高く評価し「店を大きくする」という夢を託していたが、緒方の頚髄損傷によってその夢が奪われたことへの失望から一気に関係が冷え込んだ。そのため、緒方の弟子を後任のシェフと決めた上で緒方に離婚を切り出しており、後に成立する。

##### 第5回「寄り添う人」
倉田正敏（くらた まさとし）〈57〉
演 - 大谷亮介
佐倉市八街市酒々井町消防組合のレスキュー隊員。佐倉市内の団地内下水道工事中の増水で作業員が流され救助にあたっていた際に負傷する。名取によって上腕筋骨折と診断されて、事故現場近くの二次救命医療機関の酒々井中央病院に搬送される。その後急変してショック状態の意識不明となり、ドクターヘリで翔北に転院搬送される。ショック状態の原因は初期評価の際に名取が見落とした骨盤骨折であることが分かる。藤川による緊急手術を受け一命を取り留める。吉崎を救出出来なかった自責の念にかられる状態でいるのを妻・和美に心配される。
かつて岳来山土砂崩れ事故で多くの負傷者を救えなかったことが原因で自責の念にかられて、精神科に通院していたこともある。
倉田和美（くらた かずみ）
演 - 立石涼子
倉田正敏の妻。吉崎を救出できなかったことで自責の念にかられる夫を心配する。
吉崎孝司（よしざき こうじ）〈26〉
演 - 長谷川慎也
下水道工事中の増水で当時いた作業員。溺水の意識不明状態でヘリ搬送される。意識不明の原因は低酸素脳症による。その後、痛み刺激に反応する。

##### 第6回「落胆の向こう側」
作業員
演 - 松居大悟
後述事故が起こった工場の作業員。負傷した飯塚を運んでくる。
守口（もりぐち）
演 - 馬場徹
冷凍倉庫内での荷崩れ事故で負傷した従業員。冷凍室が停電になり扉が閉ざされた後で、足の傷から大量に出血し倒れているところを横峯・灰谷に発見される。麻酔がない状態だったものの、冷凍室のドアが開くまで待っていては命に危険が及ぶと判断され、白石の指示の下で最初は横峯により止血処置をされるが、激痛に悲鳴をあげ中断してしまう。痛みに怯え処置を拒んでいたが、横峯と代わった灰谷の説得を受け、痛みに耐えて処置を受け、搬送される。現場での冷却処置や迅速な搬送によって虚血による足の切断も免れ、その後ICUで入院する。
荷物の積み方のズレに気付きながらも口に出す勇気がなく、事故を引き起こした事を後悔する。
太田（おおた）
演 - 田口智也
前述事故で負傷した従業員。冷凍室で落下した棚の隙間に挟まれた状態で発見される。藤川により右肩骨折と診断され、後に雪村により止血と肩の固定をされる。
冷凍室が停電になり扉が閉ざされた際は、後からやって来た横峯と灰谷が守口を処置しているのを明るく励ます。担架に乗せられ救急搬送される前に、横峯と灰谷に対して「先生、ありがとう」とお礼を言う。
山口匠（やまぐち たくみ）
演 - 関口アナム
部活動中の事故により頭部外傷を負い、脳死判定を受けた高校生。摘出された臓器は10歳代から60歳代までの6人の患者に移植された。臓器摘出後のエンゼルケア は緋山と名取が担当した。
飯塚（いいづか）
演 - 梶原颯
前述事故で負傷した従業員。意識不明状態で従業員に運ばれる。藍沢により硬膜外血腫の疑いで穿頭処置されるが、血腫が見つからず脳全体が腫れている事から脳腫脹と診断され、処置後救急搬送される。

##### 第7回「失敗の代償」
大島美央（おおしま みお）〈26〉
演 - 逢沢りな（特別編）
大島の妻。後述事故の負傷者。大島と共に折笠の救助にあたった際、事故に巻き込まれる。骨盤骨折で翔北に救急搬送される。入院中は大島の死で途方に暮れる。緋山から大島の検死結果を言い渡され、その後結果通知を肌身離さず持っている。特別編では、悲しみを抱きながらも懸命にリハビリに励む姿が描かれる。
折笠トミ（おりかさ とみ）〈82〉
演 - 和泉今日子
後述事故の負傷者。踏切内で立ち往生している時に事故に遭う。腸間膜損傷で翔北に救急搬送される。その後瞳孔不同で内頸動脈解離を起こし、藍沢と新海によるハイフローバイパス術の緊急手術を受け一命を取り留める。
大島将（おおしま まさる）〈32〉
演 - 菊池啓介
上双電鉄東津田沼駅付近踏切の人身事故の負傷者。美央との結婚式を挙げに彼女と一緒に会場へ向かう途中で、踏切内で立ち往生している折笠の救助にあたった際、事故に巻き込まれる。呼吸、頸動脈の触知が弱かったため緊急開胸されるものの、大動脈断裂で救命困難と白石に診断される。その後、美央の懇願に灰谷が答える形で心臓マッサージしたものの、外傷性大動脈破裂で現場で死亡した。

##### 第8回「孤独な夜」
川田慎一（かわだ しんいち）
演 - 内川蓮生
仮病と疑う母に連れられて、鉄棒から落ちて胸痛と腹痛で来た外来患者。灰谷が診察したものの異常が見つからず、打撲した箇所と本人が痛がっている箇所が異なったことから経過観察で入院させる。翌日、灰谷の目の前で急変し、ショック状態となる。原因は、打撲によって脾門部にできた仮性動脈瘤 が破裂して腹腔内出血を起こしたものと分かる。藍沢らシニアドクターが他の急患に対応のため不在の中、灰谷・名取・横峯の3人が対応。血圧が低下し拍動が触れない為、カットダウン によるREBOA にて脳への血流を確保した後、駆けつけた藍沢らによる緊急の脾臓部分摘出手術によって容態は安定する。担当は灰谷。
慎一の母
演 - 向衣琴
胸痛と腹痛を訴える慎一を病院に連れてくるもの、終始彼の症状が仮病ではないかと疑っていた。
堀内豪（ほりうち ごう）〈45〉
演 - 天田暦
自然保護団体の取材で西アフリカ各国を回っているジャーナリスト。成田空港到着ロビーで倒れ、エコノミークラス症候群の疑いでヘリ搬送される。初療室に運び込まれた直後に吐血し、エボラウイルス感染が疑われた。原因を探るために感染症研究センターに連絡し検体を採取されるが、結果が出る前にICUで死亡した。その後、死亡原因がクサリヘビ科に属する毒ヘビにかまれたものと判明した。

##### 第9回「運命の1時間」
名取将馬（なとり しょうま）
演 - 山田明郷（3rd最終回）
名取総合病院の院長兼経営者で名取の父。突然翔北にやって来て、病院経営についても学ぶために名取総合病院に戻ってくるよう伝える。しかし、本心では名取が誤って緋山に針を刺してしまった騒動でこれ以上名取総合病院の名前に傷が付くような問題を起こされたくないと考えており、名取にその本心を指摘された際にはあっさりとそれを認めた上で再度戻ってくるように念を押す。
村岡正朗（むらおか まさあき）
演 - 渋谷謙人（3rd最終回）
開通前の千葉新都市地下鉄で行われたトンネルウォークで起きた崩落事故で、妻のひとみと共に巻き込まれた男性。意識不明のひとみが回復するのを祈る。その後、2次崩落が起きて緋山・名取・ひとみと共に瓦礫に閉じ込められる。心停止寸前のひとみを諦めて胎児の命だけを優先しようとする緋山・名取に対して、自分だけで子供を育てる事や子供に障がいが残るかもしれない事に耐え切れないと訴え胎児の命も諦める決断を下したが、緋山・名取の説得に応じて赤ちゃんを救出する事に同意する。
両角孝平（もろずみ こうへい）〈33〉
演 - 成田瑛基
車いすラグビー選手。ハーフタイムのウォーミングアップ中、車いすごと階段から落ち、骨盤骨折で救急搬送される。藍沢と新海で今後の対応を考えている最中に脳出血で急変し、藍沢と新海による緊急手術を受けたものの出血が止まらず死亡した。
14年前の胸髄損傷の時に頭蓋骨骨折し、その時の骨折線がSSS を横断しており、今回の骨盤骨折を起こした際の頭の衝撃によりSSSの癒着がはがれ、SSSからの出血を引き起こしたことが原因と判明する。
豊田充宏（とよだ みつひろ）
演 - 横山真史
両角のチームメイト。両角の死因説明の席で、昔は自己中心的だった両角がチームワークや献身的なプレーを身につけ丸くなった事に、本来エースという存在は破天荒さも求められるものだと複雑な気持ちでいた事を打ち明け、両角にチームへの貢献を望みエースとしての選手生命を絶ったのは自分たちだったと涙を流して悔やむ。
村岡ひとみ（むらおか ひとみ）
演 - 中島愛里（3rd最終回）
妊娠34週の村岡の妻。前述事故で頭部に重篤な損傷を負う。激しく痙攣し、胎児も危険な状態。緋山と名取、ヘルプで現場に来た新海が救命を試みるが、脳脱 で手の施しようがなかった。村岡の同意の下、死亡後帝王切開によって産まれた女児は低酸素症による仮死状態 の為、未熟児挿管後、瓦礫の隙間を通して緋山から外にいる救急隊員に手渡され、そのまま最優先で搬送される。

##### 最終回「暗闇の先にあるもの」
中村翔（なかむら かける）
演 - 志水透哉
開通前の千葉新都市地下鉄で行われたトンネルウォークで起きた崩落事故で母親とはぐれトンネル内に取り残された少年。2次崩落で近くにいた藤川に助けられ軽傷で済んだものの、助けた藤川がトンネルの崩落残骸の下敷き状態となる。藤川に貰った医療用ペンライトを手に暗闇の中で一歩ずつ数を数えながら線路沿いに歩いて辻が谷駅まで辿り着き、コンコースで声をかけられた横峯と冴島に藤川が生き埋めになっていることを伝える。母親とも連絡がつき、事態の収拾後、冴島を通じてペンライトを藤川の許に返す。
佐藤文彦（さとう ふみひこ）
演 - 松浦祐也
前述事故で救助作業中に、2次崩落により藤川の近くで土砂に巻き込まれた佐倉高度救助隊 (SRS)のレスキュー隊員。胸を強打しており重傷。応急処置後、横峯と雪村が付き添って話をしながら 救護所のある辻が谷駅を目指して担架で搬送される。途中までは二人に冗談を言い、横峯と同様にドラマの影響でレスキュー隊員になった事を打ち明けるなど正常に話をしていたが、左側の血胸によって意識混濁し始め、胸腔ドレーン 留置後も出血が止まらず、開胸して出血点を探す以外に術がなくなってしまう。横峯はトンネルの中の暗がりで開胸するよりも他にも医者がいる辻が谷駅まで早く運んで処置した方が良いと判断し、輸液全開にして搬送を続行する。結局、辻が谷駅に辿り着く直前、自分が助からなかった場合は救助服のエンブレムを甥っ子に渡してくれるよう横峯に言い残して力尽きた。横峯は、自分が勇気を持ってすぐに開胸していれば助けられたかもしれないと落ち込むが、もともと佐藤には上行大動脈に瘤があり、それが破裂した時点で救命不能であったことが後に明らかになる。担当は横峯。
山田賢治（やまだ けんじ）〈22〉
演 - 山下竜輝
前述事故で両側大腿骨骨折のショック状態でヘリ搬送される。骨折の処置後もなぜか血圧が上がらず、ICUで治療中に心室頻拍 (VT)まで起こしてしまう。バッグに溜まった尿の少なさから急性腎不全に気付いた灰谷が、血液検査の結果 と腹部の小さな熱傷により電撃傷による横紋筋融解症 と突き止め、橘による緊急手術を受ける。

#### 特別編「もう一つの日常」

##### 特別編「もう一つの日常」第1話
松村晃太（まつむら こうた）〈6〉
演 - 潤浩
右腎臓損傷の少年。腎臓の周辺に尿の漏れがあったために手術され、腎臓の一部が切除される。
晃太の父
演 - 髙橋洋
ネットの情報を見て晃太を保存的治療にしてほしがるが、手術しようとする灰谷と意見が合わず、嫌味を言う。手術により晃太の腎臓の一部が切除されたことで、手術後にも灰谷を責めるが、名取に晃太を助ったのはスマホではなく灰谷であると言い返されてしまった。

##### 特別編「もう一つの日常」第2話
白井佳奈（しらい かな）〈7〉
演 - 飯尾夢奏
ステージIVの小児がんで闘病生活を送っているが、母親に「痛いの痛いの飛んでけ」とおまじないを唱えられると痛くないふりをしようとする健気な少女。担当医である横峯にマフラーをプレゼントされる。
白井優子（しらい ゆうこ）
演 - 仲村瑠璃亜
佳奈の母。明るくて強い娘のことを誇りに思っている。

##### 特別編「もう一つの日常」第3話
河原一博（かわはら かずひろ）
演 - 井上肇
DIC治療で有名な教授で、灰谷の知人。知識不足で失敗を繰り返すフェローたちに、若いうちに知識を増やしておいたほうがいい、と助言をした。
今泉豊（いまいずみ ゆたか）
演 - 杉浦大介
患者。担当医である横峯にネットで見つけたプロセントラという薬を使わなくてもよいのかと質問する。プロセントラを知らなかった横峯は咄嗟に知ったかぶりをした。
患者
演 - 川渕良和
神経障害性疹痛ではないかと知り合いに言われたことを心配している。担当医の灰谷が慌てながら神経障害性疹痛について医学書で調べている姿を見て不安を露わにする。
患者
演 - 古川慎
担当医である灰谷に自分が脳梗塞ではないかと不安げに質問する。
患者
演 - 真下有紀
担当医は横峯。
患者
演 - 小河原義経
担当医は名取。

##### 特別編「もう一つの日常」第4話
江藤美代子（えとう みよこ）
演 - 西尾まり
西野涼介（にしの りょうすけ）
演 - 庵原匠悟
看護師
演 - 久下恵美
看護師
演 - 山城屋理紗

##### 特別編「もう一つの日常」第5話
木戸（きど）
演 - 戸塚純貴
杉原啓太（すぎはら けいた）
演 - 牛嶋裕太

## スタッフ
- 脚本 - 林宏司（1st・2nd season）、安達奈緒子（3rd season - ）、金沢達也（特別編SP）
- 音楽 - 佐藤直紀
- 主題歌 - Mr.Children「HANABI」（トイズファクトリー）[98][99][100]
- 挿入歌
  - Mr.Children「風と星とメビウスの輪」（トイズファクトリー）（新春スペシャル）
  - Mr.Children「声」（トイズファクトリー）（新春スペシャル・2nd season最終回）
- 技術プロデュース - 瀬戸井正俊
- 美術プロデュース - 柴田慎一郎
- タイトルバック - 富士川祐輔、三谷晋平（3rd Season）
- 編成 - 熊谷剛（1st - 2nd Season）
- 広報 - 片山正康（1st - 2nd Season）、小中ももこ（3rd Season）
- ホームページ - 須之内達也（1st - 2nd Season）、丸谷利一（2nd Season -）
- 解説放送 - 堺正幸
- 医療監修 - 益子邦洋（1st - 2nd Season）、松本尚、原義明（日本医科大学千葉北総病院 救命救急センター）
- 医療指導 - 日本医科大学千葉北総病院 救命救急センター、新村核（森山記念病院 脳神経外科）、茨木保（いばらきレディースクリニック）
- 消防監修 - 佐倉市八街市酒々井町消防組合 安藤純一
- 撮影協力 - 日本医科大学千葉北総病院、千葉経済大学、新中央航空竜ヶ崎飛行場、東京女子医科大学八千代医療センター（2nd season - ）、千葉工業大学（3rd season - ）、成田国際空港株式会社、ANA Inspiration of JAPAN、千葉県、千葉県フィルムコミッション（3rd Season - ）
- 協力 - 朝日航洋、ナックイメージテクノロジー、ビデオスタッフ、ザ・ホライズン、エスブイエス、バスク、共同エディット、ファン、八峯テレビ、共同テレビ、アクティス、静岡ホテル時之栖、太陽建設レンタル株式会社、IKグループ イハラ観光株式会社、エアロファシリティ、ホテル さわや、inup、スポット、エルエーカンパニー、ショウビズクリエイション、成ロケーションサポート（株）、NKL、株式会社レントシーバー
- 演出補 - 関野宗紀、石井祐介（1st season）
- 音楽制作協力 - フェイスミュージック
- プロデュース補 - 西田久美子、國安馨（3rd season）
- プロデュース - 増本淳、野田悠介（特別編SP）
- 協力プロデュース - 中野利幸（1st - 3rd season）、若松央樹（特別編SP）
- 演出 - 西浦正記（FCC）、葉山浩樹（1st - 3rd season）、関野宗紀（2nd season）、田中亮（3rd season）、野田悠介（特別編SP）
- 制作著作 - フジテレビ

## 用語
※ストーリー内にたびたび登場する施設・会社・組織・部署などを記す。
翔陽大学附属北部病院救命救急センター
千葉県災害拠点病院で基幹災害医療センターに指定されている大学病院。作中では翔北（しょうほく）救命センターと略されて呼ばれており、英語略語は「SUH（SHOYO UNIVERSITY HOKUBU）」。ドクターヘリを運航しており、千葉県全域にて活動。
消防からのヘリ出動要請や急患受け入れ要請は、病院内に設置されている千葉消防本部災害救急情報センターのホットラインを通じて入ってくる仕組みである。
ドクターヘリ事業
千葉県全域で活動。マクドネル・ダグラス社製のMD-900型（ドクターヘリ仕様）にて運航している。
運航開始から15年以上、約一万回以上の出動をしている。「医師の災害現場への派遣」「患者の治療開始時間の短縮」の2点を最大目的とし運営している。運航時間は日中に限られており、夜間や天候不良時には出動できない。
フライトドクターの専門研修生を受け入れており、研修中はシニアドクター、フライトナース、フェロードクターの3名で現場へ向かう。
かつて翔陽大学本院に勤務していた田所が自身が経験した離島医療を活かしながら、黒田と共に「攻めの医療」として立ち上げ、育て上げてきた。

## 放送日程

### 1st season（2008年）
| 各回                                                                         | 放送日  | サブタイトル   | 演出     | 視聴率 |
| ---------------------------------------------------------------------------- | ------- | -------------- | -------- | ------ |
| 第1回                                                                        | 7月03日 | 出会い         | 西浦正記 | 21.2%  |
| 第2回                                                                        | 7月10日 | 医師の責務     | 西浦正記 | 16.0%  |
| 第3回                                                                        | 7月17日 | 急変           | 西浦正記 | 16.0%  |
| 第4回                                                                        | 7月24日 | 母の愛         | 葉山浩樹 | 13.2%  |
| 第5回                                                                        | 7月31日 | 過去           | 葉山浩樹 | 15.7%  |
| 第6回                                                                        | 8月07日 | 無償の愛       | 西浦正記 | 15.6%  |
| 第7回                                                                        | 8月14日 | 告白           | 葉山浩樹 | 10.8%  |
| 第8回                                                                        | 8月21日 | 避けられぬ決断 | 西浦正記 | 13.4%  |
| 第9回                                                                        | 8月28日 | 壊れた絆       | 葉山浩樹 | 15.8%  |
| 第10回                                                                       | 9月04日 | 揺れる心       | 葉山浩樹 | 14.9%  |
| 最終回                                                                       | 9月11日 | 生と死         | 西浦正記 | 19.5%  |
| 平均視聴率 15.9%（視聴率はビデオリサーチ調べ、関東地区・世帯・リアルタイム） |         |                |          |        |

- 1st seasonは平均視聴率・最高視聴率共に2008年7月期の連続ドラマの中で1位となり、唯一平均視聴率が15.0%を超えた（ビデオリサーチ調べ、関東地区・世帯・リアルタイム）。

### スペシャルドラマ 第1弾
| 放送日                                                       | サブタイトル | 演出     | 視聴率 |
| ------------------------------------------------------------ | ------------ | -------- | ------ |
| 2009年1月10日                                                | 明日への別れ | 西浦正記 | 23.1%  |
| （視聴率はビデオリサーチ調べ、関東地区・世帯・リアルタイム） |              |          |        |

### 2nd season（2010年）
| 各回                                                                         | 放送日  | サブタイトル     | 演出     | 視聴率 |
| ---------------------------------------------------------------------------- | ------- | ---------------- | -------- | ------ |
| 第1回                                                                        | 1月11日 | 聖夜の奇跡       | 西浦正記 | 18.8%  |
| 第2回                                                                        | 1月18日 | 自らの道         | 西浦正記 | 17.1%  |
| 第3回                                                                        | 1月25日 | 真実と嘘         | 葉山浩樹 | 17.2%  |
| 第4回                                                                        | 2月01日 | 過ぎし日         | 葉山浩樹 | 16.2%  |
| 第5回                                                                        | 2月08日 | 愛する人         | 西浦正記 | 16.5%  |
| 第6回                                                                        | 2月15日 | 秘密             | 葉山浩樹 | 15.1%  |
| 第7回                                                                        | 2月22日 | あやまち         | 西浦正記 | 15.9%  |
| 第8回                                                                        | 3月01日 | 理由             | 関野宗紀 | 15.3%  |
| 第9回                                                                        | 3月08日 | 心の傷           | 葉山浩樹 | 16.6%  |
| 第10回                                                                       | 3月15日 | 岐路             | 西浦正記 | 16.8%  |
| 最終回                                                                       | 3月22日 | 卒業〜奇跡の定義 | 西浦正記 | 16.6%  |
| 平均視聴率 16.6%（視聴率はビデオリサーチ調べ、関東地区・世帯・リアルタイム） |         |                  |          |        |

- 2nd seasonは2010年1月期の連続ドラマで唯一平均視聴率が15.0%を超えた（ビデオリサーチ調べ、関東地区・世帯・リアルタイム）。

### 3rd season（2017年）
| 各回                                                                         | 放送日  | サブタイトル       | 演出              | 視聴率 |
| ---------------------------------------------------------------------------- | ------- | ------------------ | ----------------- | ------ |
| 第1回                                                                        | 7月17日 | 遥かなる願い       | 西浦正記          | 16.3%  |
| 第2回                                                                        | 7月24日 | 導く者             | 西浦正記          | 15.6%  |
| 第3回                                                                        | 7月31日 | 命より大切なもの   | 葉山浩樹          | 14.0%  |
| 第4回                                                                        | 8月07日 | 笑顔の効能         | 葉山浩樹          | 13.8%  |
| 第5回                                                                        | 8月14日 | 寄り添う人         | 西浦正記          | 13.8%  |
| 第6回                                                                        | 8月21日 | 落胆の向こう側     | 田中亮            | 13.7%  |
| 第7回                                                                        | 8月28日 | 失敗の代償         | 西浦正記          | 13.4%  |
| 第8回                                                                        | 9月04日 | 孤独な夜           | 田中亮            | 15.4%  |
| 第9回                                                                        | 9月11日 | 運命の1時間        | 葉山浩樹 西浦正記 | 13.9%  |
| 最終回                                                                       | 9月18日 | 暗闇の先にあるもの | 西浦正記          | 16.4%  |
| 平均視聴率 14.8%（視聴率はビデオリサーチ調べ、関東地区・世帯・リアルタイム） |         |                    |                   |        |

- 3rd seasonは2017年7月期の連続ドラマの中では平均視聴率・最高視聴率共に1位となり、唯一最高視聴率が15.0%を超えた（ビデオリサーチ調べ、関東地区・世帯・リアルタイム）[104]。

### スペシャルドラマ 第2弾
| 放送日                                                       | サブタイトル   | 演出     | 視聴率 |
| ------------------------------------------------------------ | -------------- | -------- | ------ |
| 2018年7月28日                                                | もう一つの戦場 | 野田悠介 | 13.5%  |
| （視聴率はビデオリサーチ調べ、関東地区・世帯・リアルタイム） |                |          |        |

## 劇場版
2017年9月18日放送の3rd season最終回エンディング後に2018年の映画化が告知され、同年12月6日放送の『2017 FNS歌謡祭 第1夜』で公開日が2018年7月27日に決定したことが山下より発表された。
ドラマ版との相違点として、藍沢の留学先がトロント大学からトロント医科大学に変更となっている。
ストーリーの時系列は2017年12月となっている。

### 登場人物（劇場版）

#### 翔陽大学付属北部病院（劇場版）
藍沢耕作（あいざわ こうさく）〈38〉
演 - 山下智久
本作の主人公。トロントに一度出向いており、成田空港に戻ってきたところで事故現場に遭遇するも、いつもと変わらず落ち着いて患者を処置する。海ほたるの現場にて、漏電した水たまりを踏みそうになった雪村を庇い、感電して踊り場から下の階へ転落する。肺挫傷で翔北に搬送されるが、翌日の午後に意識が戻る。3週間後、藤川・冴島の結婚式の翌朝に再びトロントに発ち、最終シーンでは現地での活躍が描かれている。
白石恵（しらいし めぐみ）〈37〉
演 - 新垣結衣
災害医療の講習会の講師を務めるが、出動要請が入り現場にて藍沢と再会する。
藍沢が意識不明になった際には、自らが応急処置を施し翔北へ搬送した。その後は意識が回復するまでICUでつきっきりで看病していた。
終盤では、当初予定していた結婚式をやむなく取りやめた藤川と冴島に内緒で病院の中庭での結婚式を計画する。
緋山美帆子（ひやま みほこ）〈38〉
演 - 戸田恵梨香
劇場版では、周産期医療センターへの異動に伴って自身の新しい住居も見つけ、居候している白石の自宅マンションでは引っ越しの準備に追われていた。そんな中、緒方のリハビリも兼ねて一緒に料理をしていた際、こと細かく指示をする緒方に嫌気が差し思わず「文句があるなら自分で作って」と彼が手の不自由であることを知りながら口にしてしまったことを落ち込む。その後の藤川と冴島の結婚式にて同席した緒方に謝罪し和解した。藍沢がトロントへと発った1ヶ月後には周産期医療センターで医局長として活躍する様子が描かれている。
冴島はるか（さえじま はるか）〈37〉
演 - 比嘉愛未
劇場版では、翔北に搬送されてきた末期ガンの患者・富澤未知と心を通わせ、余命が残りわずかしかなく婚約者との結婚式も果たせていない彼女のために、本来自分達の結婚式を行うはずだった日を急遽キャンセルし、彼女達に日程を譲る決意をした。最後には白石たちの計らいから翔北で藤川と結婚式を行う。
藤川一男（ふじかわ かずお）〈38〉
演 - 浅利陽介
ドクターヘリを見学する小学生達にとことん振り回され、一緒にいた冴島と緋山に呆れられる。また冴島との結婚式を翌週に控えており、職場にウェディングドレスを複数試着した際の冴島の写真を持ち込んでは事ある毎にどのドレスにするのか本人に迫るほか、白石にビデオカメラを渡し他のスタッフらにビデオメッセージを撮ってもらうように頼む。藍沢が意識不明となった際には宿直室で藍沢が撮ったビデオメッセージを見て涙を流し、冴島にもう一度結婚式をしようと電話する。3週間後、白石の計らいによって無事に病院内で結婚式を執り行うことができ、サプライズで届いた田所のハガキを朗読し冴島ともども涙を流した。
名取颯馬（なとり そうま）
演 - 有岡大貴（Hey! Say! JUMP）
灰谷俊平（はいたに しゅんぺい）
演 - 成田凌
劇場版では中国語を喋ることができると明かされており、フェリーの中国人客の案内を聞いて海に投げ出されて溺水状態だった少年を発見するが、その少年が脳死状態となったことを知って両親にどう接すればいいのか苦悩する。
横峯あかり（よこみね あかり）
演 - 新木優子
雪村の母である紗代の治療を担当する。
雪村双葉（ゆきむら ふたば）
演 - 馬場ふみか
劇場版では、アルコール中毒の母の入院をきっかけに藍沢から家族関係について考えてみるよう助言されるが、医師となれた藍沢は恵まれた環境にあったのだという反発心から拒絶してしまう。後に自分を庇って藍沢が感電した事故をきっかけに、家庭環境については藍沢も恵まれていなかったことを知り、母との接し方に変化が生まれた。
町田響子（まちだ きょうこ）
演 - 伊藤ゆみ
早川正豊（はやかわ まさとよ）
演 - 伊藤祐輝
鳥居誠（とりい まこと）
演 - 岩居拳士朗
広田扶美（ひろた ふみ）
演 - 下垣真香

#### 患者（劇場版）
大山恒夫（おおやま つねお）
演 - 古本新乃輔
ニューハーフ。藤川と冴島の結婚式の二次会のために店を提供する。名取の事も気に入っている。
橘優輔（たちばな ゆうすけ）
演 - 歸山竜成
橘と三井の息子。
脳死と診断された男の子の両親を勇気づけるためにと橘に呼ばれ、その両親と対面する。
緒方博嗣（おがた ひろつぐ）
演 - 丸山智己
劇場版では、物語後半で藤川と冴島の結婚式にて料理を振る舞い、緋山とは和解する。

#### 回想（劇場版）
田所良昭（たどころ よしあき）
演 - 児玉清
回想シーンに声無しで登場。藍沢、白石、緋山、藤川、冴島にそれぞれの成長を喜び、励ましの言葉と元気でやっていることを知らせるハガキを送っており、藤川に対するハガキの「島には自分一人しか医師が居ないため都合が付かず、結婚式には参列できない」という内容から、翔北を離れて離島での医療活動に戻ったことが明かされている。
黒田脩二（くろだ しゅうじ）
演 - 柳葉敏郎
三井環奈（みつい かんな）
演 - りょう
梶寿志（かじ ひさし）
演 - 寺島進
森本忠士（もりもと ただし）
演 - 勝村政信
田沢悟史（たざわ さとし）
演 - 平山浩行
井上宣彰（いのうえ のぶあき）
演 - 滝藤賢一
村田香織（むらた かおり）
演 - 金田美香
澤野明夫（さわの あきお）
演 - 遠山俊也
野上明彦（のがみ あきひこ）
演 - 松田賢二
緒方の弟子
演 - 植木祥平
河野洋子（こうの ようこ）
演 - 宮下ともみ
河野和美（こうの かずみ）
演 - 日向明子
堀内豪（ほりうち ごう）
演 - 天田暦
河野彰司（こうの しょうじ）
演 - 沼田隆兵
中村翔（なかむら かける）
演 - 志水透哉
千葉さやか（ちば さやか）
演 - 川北れん
野上翼（のがみ つばさ）
演 - 榎本陸

#### ゲスト（劇場版）
岩田彰生（いわた あきお）
演 - 新田真剣佑
未知の婚約者。ブライダルチェックにより未知の末期ガンが発覚した事で彼女から逃げだしていたが、翔北を訪れた際に未知に謝罪をした上で、「最後まで君のそばにいたい」と自分の思いを伝える。藤川と冴島の結婚式には未知と二人分の結婚指輪を嵌めて出席している。
雪村紗代（ゆきむら さよ）〈60〉
演 - かたせ梨乃
双葉の母親。重度のアルコール依存症であり、酔ったまま包丁を手にしていた際に転倒して側頭部に包丁が突き刺さった状況で、翔北に若葉の運転する車に乗せられて連れられてくる。幸い、前頭葉と側頭葉の僅かな隙間に刺さっていたため、脳自体には直接ダメージはなかった。
アルコールが原因の肝硬変などを抱えており、入院生活中の双葉とのやり取りを経て、最終的に依存症治療のための施設入居を決意する。担当は横峯。
富澤未知（とみざわ みち）〈25〉
演 - 山谷花純
航空機の乱気流事故に巻き込まれ、成田空港からヘリで運ばれてくる。肋骨骨折と肺挫傷で全治8週間の重傷。実は既にステージIVのスキルス胃癌に侵されており、余命は数週間。入院生活で冴島と心を通わせ、彼女にウェディングドレスに関する助言を送る。藤川と冴島の配慮により予定よりも早く彰生との結婚式をとり行うが式の途中で大量吐血し翔北に緊急搬送されてくる。この時は何とか持ちこたえたが、終盤の藤川と冴島の結婚式の時点では既に亡くなっている事が暗示されている。担当は白石。
杉原剛志（すぎはら つよし）
演 - 平埜生成
かつて虐待を受けていた父親と10年ぶりに再会している中、フェリー衝突事故に巻き込まれた青年。結婚しており、2人の子どもがいる。
フェリー内の駐車場に停めた車の中で事故に遭い、自身は大きな怪我をせずに済んだが、同乗していた父は前の車から荷崩れしてきた鉄パイプに腹部を貫通され動けなくなってしまう。かつての虐待から父を憎みつつも見捨てて逃げてしまうこともできず、瀕死の父の傍で立ち尽くしていた。
雪村若葉（ゆきむら わかば）
演 - 田中えみ
双葉の姉。泥酔してはトラブルを起こす母の面倒を見る日々に疲弊しており、看護師になることで家から逃げ出した双葉が救急車を呼ばなかったことを咎めた際には皮肉と羨望の交じった言葉を投げ掛けた。
岡崎達也の両親
演 - 古山憲太郎、赤間麻里子
息子の脳死を受け止められずにいたが、橘の息子・優輔と対面したことで息子の臓器で生きていくことができる人物がいるということを知り、臓器摘出に同意する。
中国人女性
演 - オウヨシコ、熊江琉唯
フェリー衝突事故のけが人。現場付近の海で浮いていた岡崎達也を発見し、灰谷に中国語で伝えた。
深瀬なおみ（ふかせ なおみ）
演 - 松永かなみ
ベトナム航空の客室乗務員。航空機の乱気流事故に巻き込まれ、成田空港からヘリで運び込まれる。頭部外傷で意識レベルが低下し、搬送された。
岡崎達也（おかざき たつや）〈14〉
演 - 小林喜日
フェリー衝突事故に巻き込まれ、冬の海に転落、溺水により心肺停止・低体温の状態で発見された少年。翔北に搬送後、初療室で体温を戻す事はできたが、時すでに遅く、脳死と判定される。年齢的には無効だが、所持していた臓器提供意思表示カードに「すべての臓器を提供する」と記しており、両親の同意の下、臓器摘出が行われた。
小学生
演 - 古川凛、吉澤梨里花、竹野谷咲、鴇田蒼太郎、榎本司、川島風駕
ドクターヘリを体験するために翔北病院に来た近所の小学生たち。けが人役の藤川の演技にツッコミをしたり、話を聞かずにドクターヘリに乗りたがるなどの自由奔放な行動で、終始藤川を困らせた。

### スタッフ
- 監督：西浦正記
- 脚本：安達奈緒子
- 音楽：佐藤直紀、得田真裕、眞鍋昭大
- プロデュース：増本淳
- 主題歌：Mr.Children「HANABI」（TOY'S FACTORY）[110]
- 製作：石原隆、藤島ジュリーK.、本間憲、市川南
- プロデューサー：若松央樹、甘木モリオ
- 撮影：安藝孝仁
- 照明：稲木健
- 録音：小松将人
- 美術制作：柴田慎一郎
- 美術デザイン：飯塚洋行
- 編集：柳沢竜也
- 音楽プロデューサー：千葉篤史
- ラインプロデューサー：福島聡司
- スケジュール：田中孝幸
- 助監督：関野宗紀
- 美術進行：竹田政弘
- 装飾：佐竹諭
- 衣裳：加藤哲也
- ヘアメイク：南部美年
- 制作担当：曳地克之、堀田剛史
- VFXスーパーバイザー：冨士川祐輔
- VFXプロデューサー：井上浩正
- VFXディレクター：菅原悦史、高橋正紀
- カラーグレーター：齋藤精二
- フィニッシングエディター：勝又秀行
- スクリプター：内田てるよ
- 選曲：亀森素子
- 協力プロデューサー：梶本圭
- アシスタントプロデューサー：西田久美子
- 医療監修：日本医科大学千葉北総病院救命救急センター
- 制作プロダクション：シネバザール
- 配給：東宝
- 製作：「劇場版 コード・ブルー -ドクターヘリ緊急救命-」製作委員会
  - フジテレビジョン - 前川広樹、成戸真知子、高木明梨須
  - ジェイ・ストーム - 長松谷太郎、大楠正吾
  - レプロエンタテインメント - 河村乃里子、木村尚美、曾田瑞果
  - 東宝 - 小野田光、南大介、臼井央
  - FNS27社

### 公開

#### 日本国内の動員数ランキングの推移
|                            | 週末ランキング | 備考    |
| -------------------------- | -------------- | ------- |
| 1週目の週末 (7月28日-29日) | 1位            |         |
| 2週目の週末 (8月4日-5日)   | 1位            |         |
| 3週目の週末 (8月11日-12日) | 1位            | [ 111 ] |
| 4週目の週末 (8月18日-19日) | 2位            |         |
| 5週目の週末 (8月25日-26日) | 3位            | [ 112 ] |
| 6週目の週末 (9月1日-2日)   | 4位            | [ 113 ] |
| 7週目の週末 (9月8日-9日)   | 5位            | [ 114 ] |
| 8週目の週末 (9月15日-16日) | 9位            | [ 115 ] |

- 2018年7月28日 - 29日の全国映画動員ランキングが興行通信社より発表され、初登場1位を獲得した[116]。
- 8月17日からはアトラクション型の特別興行であるMX4D＆4DXで上映されることが決定した。8月2日までで観客動員214万人、興行収入27億円突破という大ヒットスタートとなった[117]。
- 公開から約2週間の8月8日時点で、観客動員数331万7,000人、興行収入42億3,000万円を記録している[118]。
- 公開から22日間で観客動員数500万人、興行収入64億円を突破した[119]。
- 8月31日時点で、興行収入は77.3億円、観客動員数は601.7万人となった[120]。
- 9月26日時点で、興行収入が90億円を超え、歴代の実写邦画で第6位となった[121]。
- 最終的な興行収入は93億円となり、2018年公開の映画で第2位（邦画のみでは第1位）[106]、さらに歴代の実写邦画では第5位となっている[107]。

### テレビ放送
| 回数 | テレビ局   | 番組名（放送枠名） | 放送日        | 放送時間      | 放送分数 | 視聴率 | 備考                         |
| ---- | ---------- | ------------------ | ------------- | ------------- | -------- | ------ | ---------------------------- |
| 1    | フジテレビ | 土曜プレミアム     | 2019年12月7日 | 20:00 - 23:10 | 190分    | 12.0%  | 地上波初放送、全編ノーカット |
| 2    | フジテレビ | 土曜プレミアム     | 2022年7月23日 | 21:00 - 23:40 | 160分    | 11.3%  | 全編ノーカット               |

- 2019年の初回放送時には、これに合わせて「コード・ブルーの日」と題して、直前の19:00 - 20:00、直後の22:41-23:10[注 57] には実際のフライトドクターに密着した特別番組『実録ドクターヘリ緊急救命2-命の現場最前線-』も放送[125]。
- 視聴率はビデオリサーチ調べ、関東地区・リアルタイム・番組平均世帯視聴率。

## 備考
- 舞台は千葉県で場所も日本医科大学千葉北総病院と同じ設定になっており、初療室の構造も北総病院に似ている。ヘリ要請をする消防本部名もほとんどは千葉県の地名である。また、3rdシーズンからは2016年から実際に運用開始された、「ちば消防共同指令センター」から要請される演出もある。
- 撮影に使用された機体はアメリカのMDヘリコプターズ社製のMD エクスプローラー（通称MD902）、朝日航洋所属 JA6790である（すべてこの機体で撮影されたわけではなく、1st第10回における藤川と梶がヘリポートでやり取りを行うシーンでは朝日航洋のロゴはマスクされているがアンテナやウィンドウベントなどの仕様がJA6790と異なる）。「ノーター・システム」を搭載しているMD Explorerは、テールローターがないためテールローターに起因する振動が少なく、飛行中に注射ができるほどで、世界中の救命救急ヘリに採用されている。トランスミッションはBK117の開発で培った川崎重工が開発に参加している。
- 空撮を行ったヘリコプターは朝日航洋所属AS350B（ユーロコプター エキュレイユ）のJA9467である（新春SPに報道ヘリとして1カットだけ映る）。
- 高速道路での多重衝突事故の現場のシーンは、供用開始前の新東名高速道路で撮影された[注 58]。また、新春SPの脱線転覆事故のシーンは2007年3月31日に廃止された鹿島鉄道線の旧鉾田駅周辺で行われた。
- 日本医科大学千葉北総病院（撮影協力）がドラマのメインロケ地となっており、ドラマの放送に合わせてヘリポートの改装を行った。また、医療監修・医療指導も同病院救命救急センターの松本尚医師らが担当している。ドラマの中で救命医師が着ている青いスクラブは同病院のものがモデルであった。
- 大規模災害シーンにおいて翔北救命以外の医療関係者（DMATチームの医師や看護師、調整員、他病院のロゴが入ったスクラブを着ている医師や看護師）などが多数演出されているが、これは医療監修している松本尚医師の要望によるものである[126]。
- 作中には消防監修である佐倉市八街市酒々井町消防組合の隊員の出演がいくつかあり、作中で「佐倉消防」として出動している現場では実際の組合章の入った活動着で撮影されている。
- 3rdシーズンからは消防と警察と連携して活動するシーンが過去のシーズンに比べ、より綿密に演出されている。
- 2nd第3回の災害現場の撮影は実際の駅ではなく、埼玉県の戸田競艇場の入場ゲートを使って撮影された。
- 山口県では、1st seasonと2nd seasonはテレビ山口（tys、TBS系）で、3rd seasonは山口放送（KRY、NTV系）で放送。
- 主役級のフライトドクター4名の苗字には「藍」「白」「緋」「藤」と、「青」「白」「赤」「紫」の4色がそれぞれに当てられている。1st・2ndのシニアドクターの苗字にも「黒」が使われている。
- 1st、2ndでは医師や看護師たちはPHSを使っていたが、3rdからはスポンサーでもあるdocomoの回線を利用したiPhone 7を使用している。
- 3rdでは、比嘉が2014年よりLet's note（Panasonic社製のモバイルPC）のキャラクターを担当しているが、ドラマでは多くの場面でApple社のMacが使われている。「DOCTORS〜最強の名医〜」の第3シリーズではドラマ上で登場していた。
- 3rd第7回の冒頭にて、横峯が休憩中に観ている再放送のドラマという設定で2005年にフジテレビ系で放送された「救命病棟24時」第3シリーズの一部シーンが使用され、エンディングにて「映像協力」としてクレジットされた。
- 3rdは実在する多数の消防本部が撮影協力し、（長生郡市広域市町村圏組合消防本部、鹿沼市消防本部など）消防車や救急なども実際に使われている車両を使うなど細かい演出が見られた。
- 劇場版では木更津市消防本部や成田市消防本部の車両、職員も撮影協力をしている。
- 2020年5月に行われ、300人が投票に参加した「安藤政信の歴代出演ドラマ人気ランキング」では、『あなたの番です』や『テセウスの船』らを凌ぎ1位を獲得した[127]。

## 関連商品

### DVD・Blu-ray
コード・ブルー -ドクターヘリ緊急救命-
- DVD-BOX 7枚組 2009年2月18日発売（PCBC-61508）
- Blu-ray/DVDハイブリッド BOX 4枚組 2009年2月18日発売 (PCXF-60001) 生産終了
- Blu-ray BOX 4枚組 2013年8月7日発売（PCXC-60035）

コード・ブルー -ドクターヘリ緊急救命- Special
- DVD 2009年3月18日発売（PCBC-51450）
- Blu-ray/DVDハイブリッド 2009年3月18日発売 (PCXF-50001) 生産終了
- Blu-ray 2013年8月7日発売（PCXC-50089）

コード・ブルー -ドクターヘリ緊急救命- 2nd season
- DVD-BOX 7枚組 2010年7月14日発売（PCBC-61646）
- Blu-ray/DVDハイブリッド BOX 4枚組 2010年7月14日発売 (PCXF-60002) 生産終了
- Blu-ray BOX 4枚組 2013年8月7日発売（PCXC-60036）

コード・ブルー -ドクターヘリ緊急救命- THE THIRD SEASON
- DVD-BOX 6枚組 2018年2月28日発売（PCBC-61763）
- Blu-ray BOX 4枚組 2018年2月28日発売 (PCXC-60079)

劇場版コード・ブルー -ドクターヘリ緊急救命-
- 4K Ultra HD Blu-ray豪華版 4枚組 2019年3月20日発売 (PCWC-57002)
- Blu-ray豪華版 3枚組 2019年3月20日発売 (PCXC-50145)
- DVD豪華版 3枚組 2019年3月20日発売 (PCBC-52636)
- Blu-ray通常版 2019年3月20日発売 (PCXC-50146)
- セルDVD通常版 2019年3月20日発売 (PCBC-52636)

### サウンドトラック
- コード・ブルー -ドクターヘリ緊急救命- オリジナル・サウンドトラック
- コード・ブルー -ドクターヘリ緊急救命- 2nd season オリジナル・サウンドトラック
- コード・ブルー -ドクターヘリ緊急救命- THE THIRD SEASONオリジナル・サウンドトラック（PCCR-00655 2017年8月30日発売）
- 劇場版コード・ブルー -ドクターヘリ緊急救命-オリジナル・サウンドトラック（PCCR-00675 2018年7月25日発売）

### 書籍
- ノベライズ - 「コード・ブルー -ドクターヘリ緊急救命-」（扶桑社・ISBN 978-4-594-05754-1）2008年9月12日発売
- ノベライズ - 「コード・ブルー -ドクターヘリ緊急救命-2nd season」（扶桑社・ISBN 978-4-594-06175-3）2010年3月24日発売
- ノベライズ - 「コード・ブルー -ドクターヘリ緊急救命- THE THIRD SEASON 上」（扶桑社・ISBN 978-4-594-07801-0）2017年8月30日発売
- ノベライズ - 「コード・ブルー -ドクターヘリ緊急救命- THE THIRD SEASON 下」（扶桑社・ISBN 978-4-594-07802-7）2017年9月15日発売
- ノベライズ - 「劇場版コード・ブルー -ドクターヘリ緊急救命-」（扶桑社・ISBN 978-4-594-08014-3）2018年7月14日発売
- ノベライズ - 「コード・ブルー -ドクターヘリ緊急救命- 特別編 もう一つの戦場（扶桑社・ISBN 978-4-594-08072-3）2018年9月9日発売

## 受賞
- 第58回ザテレビジョンドラマアカデミー賞[129]
  - 監督賞 - 西浦正記、葉山浩樹
- 第64回ザテレビジョンドラマアカデミー賞[130]
  - 最優秀作品賞 - コード・ブルー -ドクターヘリ緊急救命-2nd season
- 第94回ザテレビジョンドラマアカデミー賞[131]
  - 最優秀作品賞 - コード・ブルー -ドクターヘリ緊急救命-3rd season
  - 主演男優賞 – 山下智久
  - 助演女優賞 – 新垣結衣
- 第45回伊藤熹朔賞 (2017年度) ※日本で唯一のテレビ美術専門の賞
  - 本賞 - 美術デザイナー 飯塚洋行（フジアール）[132]
- 第38回藤本賞
  - 特別賞 - 増本淳『劇場版 コード・ブルー -ドクターヘリ緊急救命-』[133]
- 第73回毎日映画コンクール
  - TSUTAYAプレミアムファン賞 日本映画部門 -『劇場版 コード・ブルー -ドクターヘリ緊急救命-』（西浦正記）[134][135]